# Reino de Prusia
El Reino de Prusia (en alemán, Königreich Preußen) fue un Estado europeo que existió desde 1701 hasta 1918, gobernado durante toda su existencia por la rama franconiana de la dinastía Hohenzollern, originalmente estaba centrado en Brandeburgo-Prusia, no obstante y gracias sobre todo a su poderío militar, logró expandirse territorialmente. 
Al acabar la guerra austro-prusiana había alcanzado la hegemonía total sobre el norte de Alemania. 
En 1871, después de la guerra franco-prusiana, se proclamó el Imperio alemán, momento en el cual Prusia alcanzó su máxima extensión territorial. 
Aunque junto con otros reinos germanos pasó a formar parte del nuevo estado alemán, era, con diferencia, el más grande y el más influyente. Al contar con la mayor economía y el mayor ejército de Alemania, Prusia se aseguró la hegemonía política y, de hecho, su rey era también el emperador alemán.
En 1918, al ser derrotada Alemania en la Primera Guerra Mundial, la Revolución de Noviembre derrocó a la monarquía y el reino se convirtió en el Estado Libre de Prusia, un ente federado englobado dentro de un nuevo régimen, la República de Weimar.

## Historia

### Precedentes: desde la Prusia original hasta Brandeburgo
El Ducado de Prusia tiene su origen en el establecimiento de los alemanes en Prusia Oriental a partir del siglo XII. La provincia, que posteriormente recibió el nombre de «Prusia Oriental», era hasta esa época el único territorio llamado propiamente Prusia, ya que su nombre derivaba de sus originarios habitantes prusianos bálticos, no alemanes, quienes fueron asimilados tras las Cruzadas Bálticas y la Drang nach Osten. El régimen establecido por los alemanes en Prusia recibió el nombre de Estado monástico de los Caballeros Teutónicos, y aunque logró someter a los reinos cristianos de Lituania y Polonia, luego perdió su hegemonía en diversas guerras contra estos últimos, siendo la guerra polaco-teutónica (1519-1521) la que representó la derrota final. El último gran maestre de la orden, Alberto de Brandeburgo-Ansbach, renunció entonces al catolicismo, abrazando el luteranismo y juró vasallaje al rey de Polonia, Segismundo el Viejo. Por su parte, el monarca polaco secularizó los territorios de la Orden Teutónica y se los entregó a Alberto para él y sus herederos bajo la forma del Ducado de Prusia.
Los Hohenzollern de Brandeburgo, primos del ahora duque Alberto de Prusia, pretendieron incrementar sus dominios mediante el matrimonio. Aunque la mayoría de estas uniones fueron improductivas desde el punto de vista dinástico, la boda del margrave brandeburgués Joaquín II con Eduviges de Polonia, hija del rey Segismundo el Viejo, le permitió obtener al primero la garantía polaca de que si el linaje de Alberto se extinguía por la ausencia de hijos varones, sus herederos recibirían el ducado de Prusia. Cuando el duque Alberto murió en 1568, le sucedió su hijo, Alberto Federico de Prusia. Debido a la debilidad mental de este último, surgió la posibilidad de que los Hohenzollern de Brandeburgo accediesen al ducado prusiano, por lo que el Congreso polaco se reunió en Lublin y, después de deliberar, ratificó la decisión de su rey.
En 1594, el margrave Joaquín Federico I de Brandeburgo, nieto de Joaquín II, logró que su hijo Juan Segismundo se casase con la hija mayor de Alberto Federico, Ana de Prusia, aumentando las probabilidades de heredar el ducado, ya que el duque no tenía hijos varones. En 1603, Joaquín Federico logró obtener la regencia de Prusia cuando se agravó la enfermedad mental del duque; decidió afianzar aún más sus lazos con Prusia, y, cuando enviudó, se casó con Leonor de Prusia, hermana de Ana. De esta manera, padre e hijo tuvieron al duque de Prusia como suegro. El matrimonio de Juan Segismundo con Ana tuvo doble beneficio, ya que esta era la hija mayor de María Leonor de Cléveris, hermana mayor de Juan Guillermo de Cléveris, otro duque mentalmente inestable que gobernaba estratégicos territorios cerca del Rin y del camino español. Al morir Juan Guillermo sin hijos ni hermanos varones, Juan Segismundo alegó tener derechos hereditarios, y fue un actor importante en la Crisis de la sucesión de Juliers-Cléveris. Cuando el duque Alberto Federico falleció en 1618 sin hijos varones que lo heredaran, el ducado de Prusia pasó a Juan Segismundo. Así, Brandeburgo y Prusia quedaron en unión personal con el heredero de la casa Hohenzollern, unión que duraría 300 años y que inicialmente sería conocida bajo la dualidad Brandeburgo-Prusia. Juan Segismundo murió al año siguiente, y lo sucedió su hijo, Jorge Guillermo de Brandeburgo.
No obstante, y a pesar de que los Hohenzollern de Brandeburgo lograron obtener ganancias territoriales importantes gracias a matrimonios estratégicos, no estaban en condiciones de hacer valer su autoridad si su fuerza militar se ponía a prueba. La guerra de los Treinta Años fue un desastre para Brandeburgo, que fue ocupada sucesivamente por los bandos en conflicto, arrasada y saqueada. En cambio, Prusia quedó fuera de los campos de batalla y sirvió de refugio al margrave. El ambivalente Jorge Guillermo tampoco fue capaz de sostener sus pretensiones hereditarias al ducado de Pomerania, y al morir en 1640 entregó a su hijo, Federico Guillermo, un territorio muy debilitado con una fuerza militar inferior a la de sus enemigos. A pesar de ello, al finalizar la guerra en 1648, Brandeburgo-Prusia recibió la parte oriental de Pomerania, un territorio mayor al que recibió Suecia, pese a que su importancia militar era considerablemente menor. La explicación se encuentra en el potencial de Brandeburgo-Prusia, no en su poderío actual. Las dos principales dinastías en conflicto, los Borbones en Francia y los Habsburgo en Austria, tenían planes similares aunque opuestos para el Electorado de Federico Guillermo. Francia quería fortalecer a un Estado alemán para hacer contrapeso a los Habsburgo austriacos, mientras que estos últimos querían fortalecer a Brandeburgo para que hiciese contrapeso a Suecia, ya que desde 1648 compartirían fronteras.
A pesar de que la Paz de Westfalia premió territorialmente a Brandeburgo, al igual que en 1618, los Hohenzollern no estaban en condiciones de defender sus adquisiciones. Por este período, un consejero del elector Federico Guillermo consideró en un informe que Polonia estaba buscando la oportunidad para arrebatarle Prusia. Suecia estaba haciendo lo mismo con Pomerania, y los territorios ganados en la sucesión de Juliers-Cléveris estaban a merced de las Provincias Unidas. Para contrarrestar esta debilidad, el Elector de Brandeburgo empezó a reforzar el ejército, llegando a tener 25 000 soldados en 1655, suficientes como para desempeñar un papel importante en la batalla de Varsovia como aliado de Suecia contra Polonia durante el "Diluvio". Federico Guillermo logró obtener entonces la garantía del rey Carlos X Gustavo de Suecia de que no intentaría arrebatarle Prusia, a cambio de jurarle vasallaje. Sin embargo, apenas el ejército sueco se retiró al norte para luchar contra Dinamarca, el Elector cambió de bando y se alió con el rey polaco. Leopoldo de Habsburgo, quien era candidato al Imperio, quería contar con el voto de Brandeburgo, por lo que presionó al rey polaco para que confirmase la soberanía de los Hohenzollern sobre Prusia. De esta manera, el ejército de Federico Guillermo lideró el ataque de la coalición austro-polaco-brandeburguesa contra Suecia, logrando una victoria decisiva. Brandeburgo-Prusia pudo así controlar toda la Pomerania, pero a pesar de su creciente importancia militar, seguía siendo una potencia menor en la política internacional, y le fueron arrebatadas todas sus ganancias territoriales en esta guerra en el Tratado de Oliva, principalmente por presión francesa, que ahora velaba por Suecia. El reconocimiento internacional del dominio brandeburgués sobre Prusia fue entonces la única ganancia que los Hohenzollern pudieron sacar de la guerra del Norte de 1655-1660.

### 1701: El crecimiento de Brandeburgo

Escudo de Brandeburgo.

Federico Guillermo, el "Gran Elector" de Brandeburgo-Prusia, murió en 1688. Sus propiedades pasaron a su hijo Federico III (1688-1701), que se convirtió en el rey Federico I de Prusia (1701-1713). A excepción del ducado de Prusia, todas las tierras de Brandeburgo formaban parte del Sacro Imperio Romano Germánico, en esa época bajo el gobierno hereditario de la Casa de Habsburgo. Federico III obtuvo el consentimiento del emperador Leopoldo I, a cambio de la alianza contra Francia en la guerra de Sucesión española, para adoptar (en Königsberg, el 18 de enero de 1701) el título de "Rey en Prusia" con base en sus territorios no imperiales. La fórmula rey en Prusia en lugar de rey de Prusia se adoptó por no poder haber en el imperio más rey que el emperador y el de Bohemia. El título pasó a ser de aceptación general con el Tratado de Utrecht.

### 1701-1740: El joven reino
El nuevo reino de Prusia era muy pobre —todavía no se había recuperado totalmente de la devastación de la guerra de los Treinta Años— y su territorio abarcaba más de 1200 km, desde las tierras del Ducado de Prusia, en la costa sureste del mar Báltico, pasando por el área central de los Hohenzollern en Brandeburgo y terminando en los enclaves del Ducado de Cléveris, Condado de Mark y Ravensberg, en Renania. En 1708, aproximadamente un tercio de la población del ducado de Prusia fue afectada por la peste bubónica. La peste llegó a Prenzlau en agosto de 1710, pero desapareció antes de alcanzar la capital, Berlín, a solo 80 km.
La derrota de los suecos a manos de Rusia, Sajonia, Polonia, Dinamarca-Noruega, Hannover y Prusia en la Gran Guerra del Norte (1700-1721) marcó el final del dominio sueco en el litoral sur del mar Báltico. En el Tratado de Estocolmo pruso-sueco (enero de 1720), Prusia recuperó Stettin (Szczecin) y otras partes de las posesiones suecas en Pomerania. Los Hohenzollern de Brandeburgo habían obtenido la reversión del ducado de Pomerania desde 1472 (anteriormente, Pomerania ya había sido anexionada a Brandeburgo-Prusia en 1648 por la Paz de Westfalia).
Durante este tiempo, el plan trazado por el gran elector alcanzó su clímax.

### 1740-1760: Las guerras de Silesia

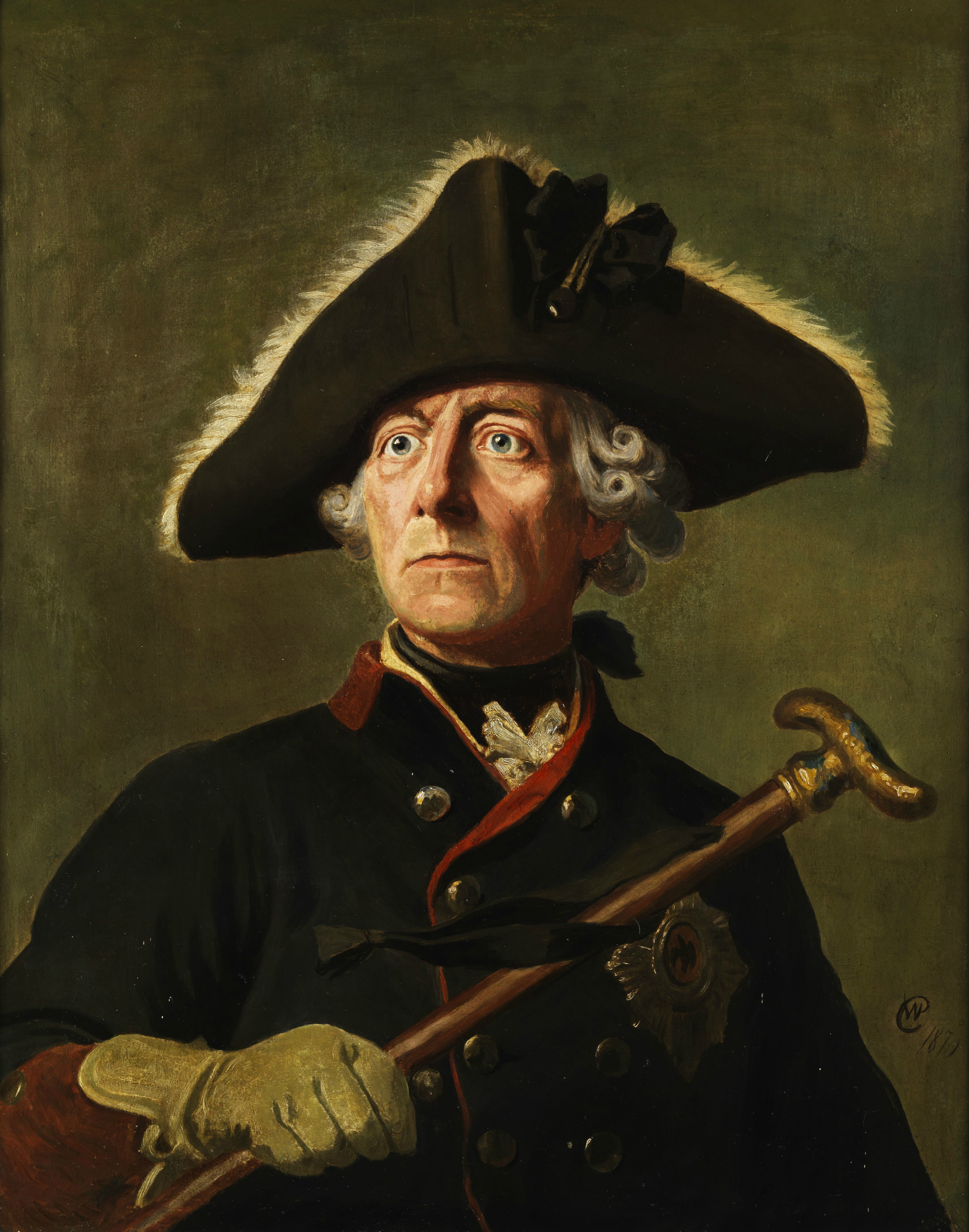
Federico II el Grande.

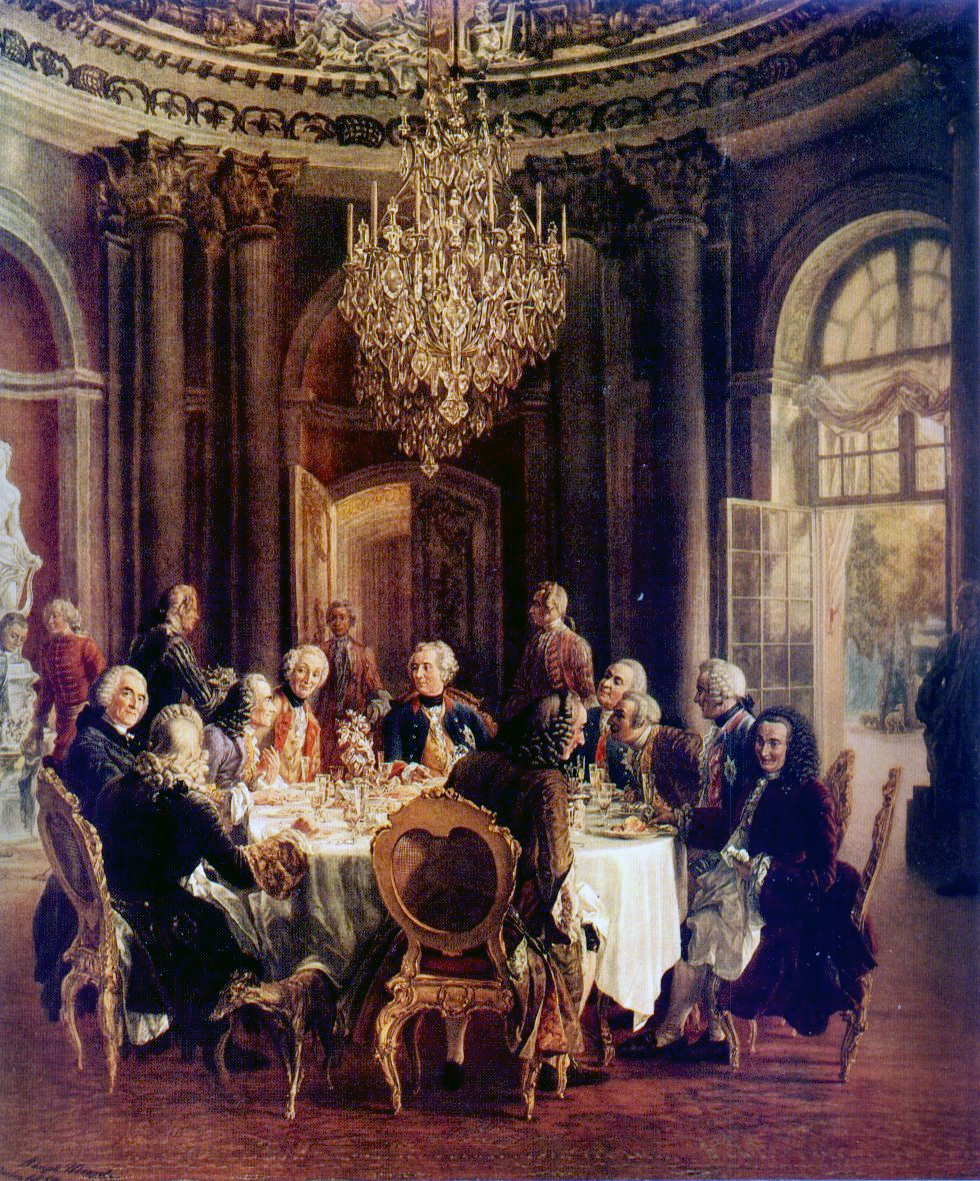
Adolph Menzel: Mesa redonda, el rey Federico II (centro) en Sanssouci con Voltaire (izquierda) y los principales científicos de la Academia de Ciencias de Berlín, 1750.

En 1740 subió al trono Federico II el Grande. Valiéndose de un supuesto tratado de 1537 (vetado por el emperador Fernando I), por el cual partes de Silesia pasarían a Brandeburgo tras la extinción de la dinastía Piast, Federico invadió Silesia, lo que marcó el inicio de la guerra de Sucesión austríaca. Tras la rápida ocupación de Silesia, Federico ofreció protección a la archiduquesa María Teresa de Austria si la provincia volvía a su dominio. La oferta fue rechazada, pero Austria encontró otros oponentes y Federico fue lo bastante hábil para conseguir la cesión formal con el Tratado de Berlín de 1742.
Para sorpresa de muchos, Austria consiguió anular la ventaja de Prusia en la guerra. En 1744, Federico invadió de nuevo regiones del Imperio para evitar represalias y reivindicar, esta vez, la provincia de Bohemia. No tuvo éxito, pero la presión francesa sobre Gran Bretaña, aliado de Austria, llevó a una serie de tratados y acuerdos que culminaron en 1748 con la rúbrica del Tratado de Aquisgrán, que restauró la paz y concedió a Prusia la mayor parte del territorio de Silesia.
Humillada por la cesión de Silesia, Austria buscó una alianza segura con Francia y Rusia, mientras que Prusia intentaba aproximarse a Gran Bretaña ("Revolución Diplomática"). Cuando Federico invadió Sajonia y Bohemia durante unos pocos meses de 1756-1757, dio comienzo la guerra de los Siete Años.
Esta guerra fue una lucha desesperada para los prusianos, y la forma como la llevaron causó en Europa un gran respeto por las habilidades del ejército de Federico. Enfrentándose simultáneamente a Austria, Rusia, Francia y Suecia y teniendo solo como aliados a Hannover (y Gran Bretaña, en lo referente al continente), Federico consiguió evitar importantes invasiones hasta octubre de 1760, cuando el ejército ruso ocupó por un corto periodo de tiempo Berlín y Königsberg. Sin embargo, la situación se fue agravando hasta la muerte de la emperatriz Isabel de Rusia. La ascensión al trono ruso del simpatizante de la causa prusiana Pedro III alivió la presión en el frente oriental. Suecia también abandonó entonces la guerra.
Al derrotar al ejército austríaco en la Batalla de Kunersdorf y confiando en el continuado éxito británico contra Francia en el escenario de la guerra colonial, Prusia fue, al fin, capaz de forzar un statu quo ante bellum en el continente. Este resultado confirmó el papel principal de Prusia en los Estados alemanes y lo consolidó como una gran potencia europea.

### 1772, 1793, 1795: Particiones de Polonia
Por el este y el sur de Prusia, la República de las Dos Naciones se había ido debilitando gradualmente a lo largo del siglo XVIII. Preocupado por la creciente influencia rusa en los asuntos polacos y por una posible expansión del Imperio ruso, Federico participó en la primera partición de Polonia entre el Imperio ruso, Prusia y Austria en 1772 a fin de mantener el equilibrio de fuerzas. El reino de Prusia anexionó la mayoría de las provincias polacas de Prusia Real, incluida Varmia; al año siguiente, estas tierras anexionadas se organizaron como una provincia, la de Prusia Occidental. El nuevo dominio se ligó a Prusia Oriental, que anteriormente fue conocida como ducado de Prusia, con Pomerania, uniendo entre sí los territorios orientales del reino.
A la muerte de Federico en 1786, su sobrino Federico Guillermo II continuó interviniendo en las particiones, ganando una gran parte del oeste de Polonia en 1793.
En 1795, tras la tercera partición de Polonia, el reino polaco dejó de existir. Un gran territorio al sur de Prusia Oriental, incluida Varsovia, pasó a formar parte de Prusia. Estas nuevas adquisiciones se organizaron en las provincias de Nueva Silesia, Prusia del Sur y Nueva Prusia Oriental.

### 1806-1815: Guerras napoleónicas y reforma del estado

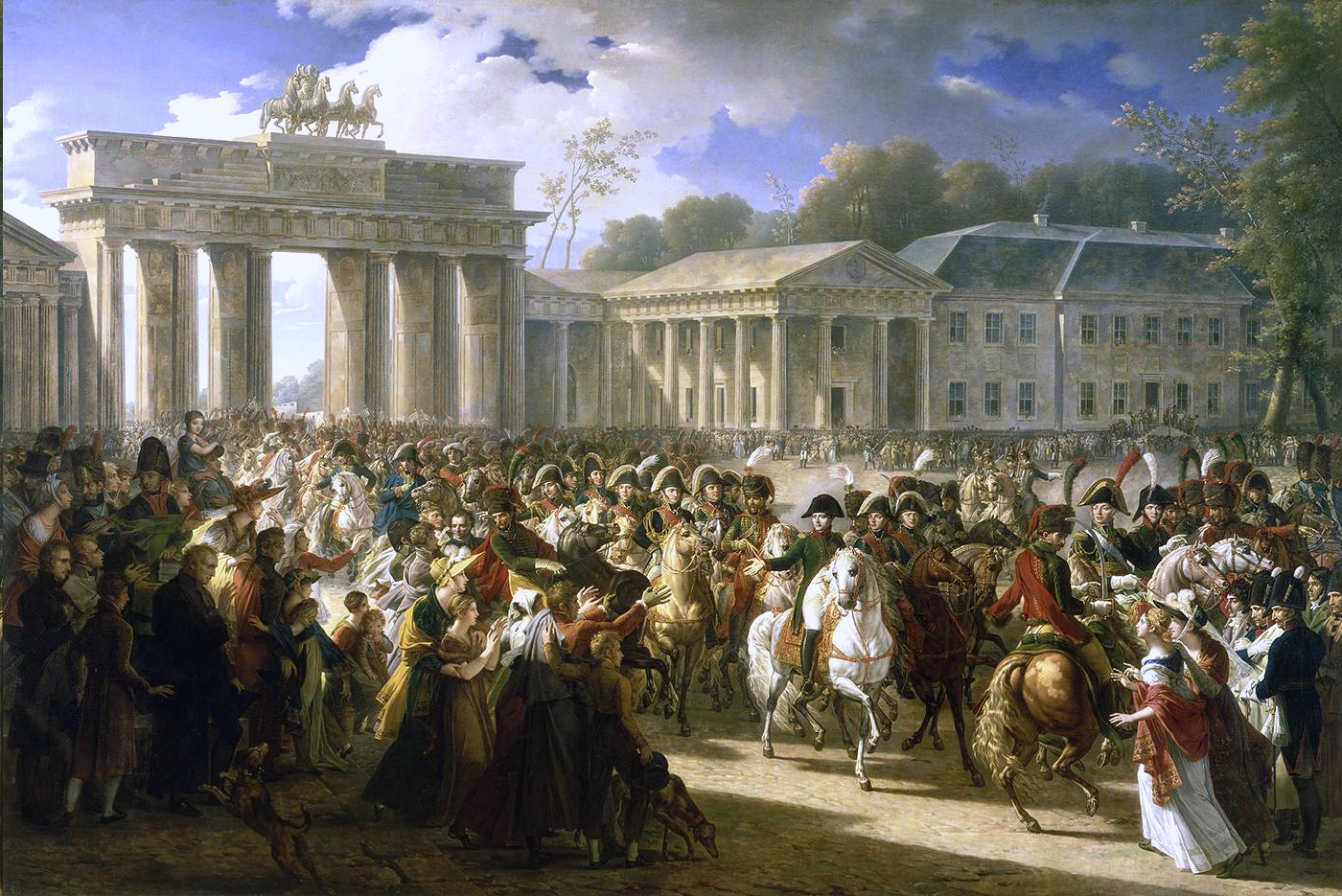
Charles Meynier: Napoleón en Berlín. Después de la batalla de Jena, el ejército francés entra en Berlín el 27 de octubre de 1806.

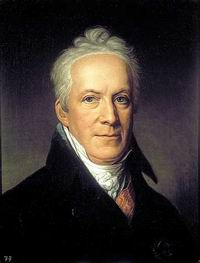
Karl von Hardenberg, uno de los reformadores del estado prusiano.

En 1806 fue abolido el Sacro Imperio Romano Germánico como resultado de las victorias de Napoleón Bonaparte sobre Austria. El título de Kurfürst (príncipe elector) de Brandeburgo ya no tenía sentido y se suprimió. Antes de eso, el soberano Hohenzollern había ostentado muchos títulos, desde el de Jefe de la Iglesia evangélica hasta el de rey, elector, gran duque y duque de varias regiones y reinos bajo su gobierno. Desde 1806, fue simplemente rey de Prusia.
Como consecuencia de la derrota prusiana en la batalla de Jena-Auerstedt en 1806, el rey Federico Guillermo III fue forzado temporalmente a huir a Memel. Después del Tratado de Tilsit en 1807, Prusia perdió casi la mitad de su territorio, incluidas las tierras ganadas en la Segunda y Tercera Particiones de Polonia (que ahora se reducía al Ducado de Varsovia) en las tierras al oeste del río Elba. Lo que quedaba del reino fue ocupado por las tropas francesas (pagando Prusia todos los gastos de su manutención) y el rey estuvo obligado a sellar una alianza con Francia y adherirse al Bloqueo Continental.
Estas derrotas pusieron en evidencia las debilidades del modelo del Estado absolutista prusiano y excluyeron al reino del círculo de grandes potencias europeas. Era necesaria una racionalización de la administración con el fin de recobrar los márgenes presupuestarios pagando las reparaciones de guerra. Esta modernización de Prusia fue iniciada en 1807. Para este propósito, el estado prusiano tuvo que reformarse fundamentalmente para liderar y ganar una futura lucha de liberación. Con las reformas Stein-Hardenberg bajo la dirección de Freiherr vom Stein, Scharnhorst y Hardenberg, se rediseñó el sistema educativo, en 1807 la servidumbre de los campesinos se abolió y se introdujo en 1808 el autogobierno de las ciudades. En 1810, se introdujo la libertad de comercio. La reforma del ejército comenzó en 1813 con la introducción del servicio militar obligatorio general.
Tras la derrota de Napoleón en Rusia, Prusia se desvinculó de la alianza y participó del lado de la Sexta Coalición durante las "Guerras de Liberación" (Befreiungskriege) contra la ocupación francesa. Las tropas prusianas, bajo el mando del Mariscal Gebhard Leberecht von Blücher, contribuyeron de forma crucial en la batalla de Waterloo de 1815 a la victoria final sobre Napoleón.

### Era de la restauración o periodoVormärz

Confederación Germánica, instaurada tras el congreso de Viena, no suponía el estado unido que los alemanes deseaban.

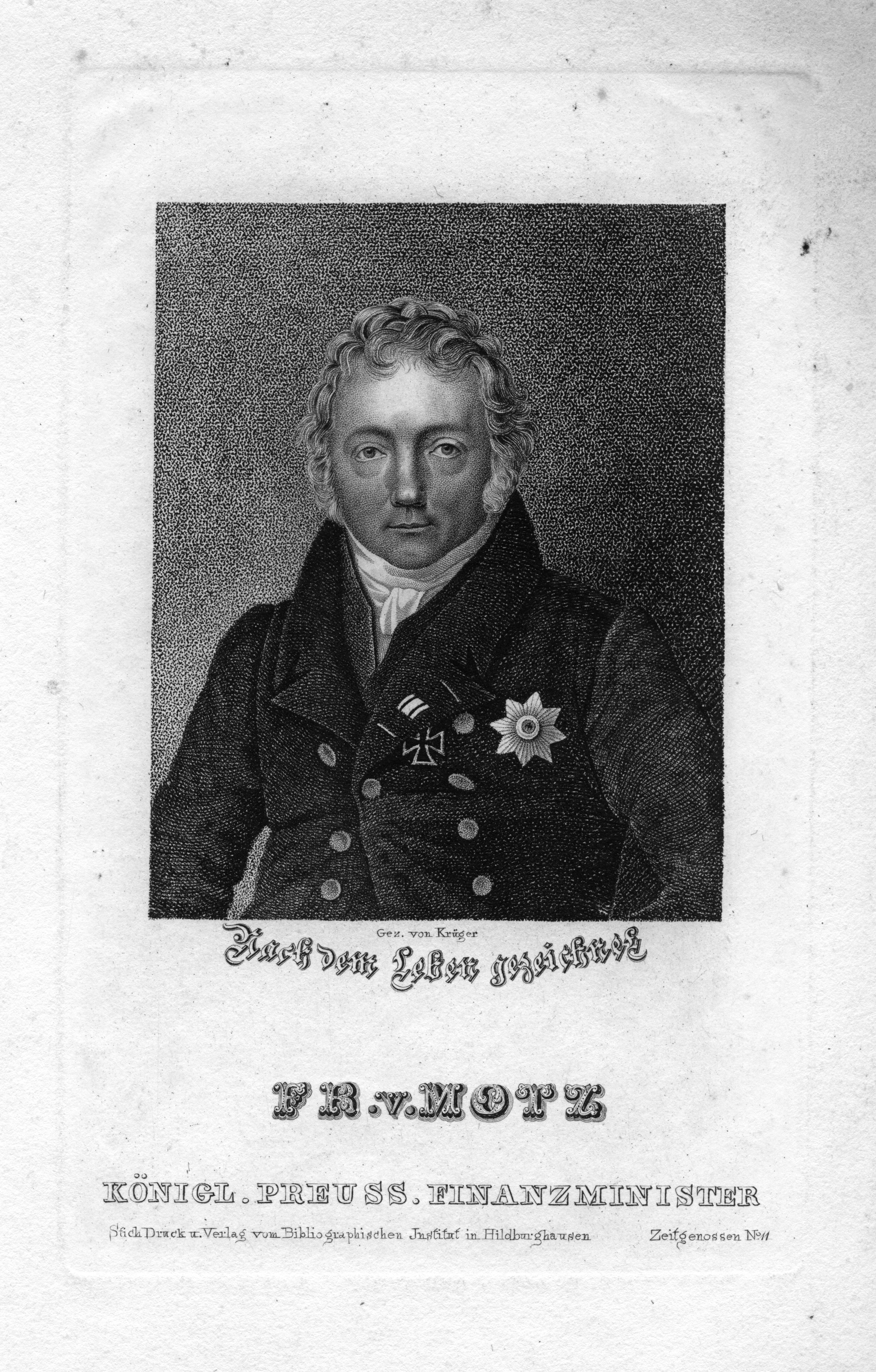
Friedrich von Motz, ministro prusiano de Finanzas, allanó el camino para el Zollverein, junto a su sucesor Karl Georg Maaßen.

I. (arriba) Divisiones aduaneras en Alemania antes de 1834.
II. (abajo) Zollverein a partir de su formación en 1834.

La recompensa de Prusia por contribuir a la derrota de Napoleón vino con el Congreso de Viena, en el que Prusia recuperó la mayor parte de los territorios perdidos e incluso ganó el 40 % del Reino de Sajonia y la mayor parte de Renania. Muchos de los territorios anexados en la Tercera Partición de Polonia fueron entregados a la Polonia del Congreso bajo el gobierno ruso.
A raíz de estas nuevas adquisiciones prusianas, el reino se reorganizó en diez provincias. La mayoría, aparte de las provincias de Prusia Oriental, Prusia Occidental y Posen, pasó a integrar la Confederación Germánica, que sustituyó al extinto Sacro Imperio Romano Germánico.
La cuestión alemana fue solucionada parcialmente tras la creación de la Confederación Germánica, federación flexible de los estados alemanes bajo la guía austríaca, que existió desde 1815 hasta 1866, de cual Prusia formó parte.
A diferencia de la mayoría de los otros estados alemanes, Prusia no creó un cuerpo representativo para el estado en su conjunto. En lugar de un Landtag para toda Prusia, solo se convocaron los consejos de condado. El gobierno real creía que podía prevenir más efectivamente las aspiraciones liberales de una monarquía constitucional y derechos democráticos de participación. Con el objetivo de combatir el liberalismo en Europa se forma la Santa Alianza entre el rey Federico Guillermo III, el emperador austriaco y el Zar de Rusia.
En 1818 el gobierno prusiano suprimió los 67 distritos de aduaneros con que contaba y eliminó las aduanas interiores. El ideólogo de esta reforma fue el economista Friedrich List. List combatió la doctrina de libre comercio en las relaciones exteriores y planteó el desarrollo industrial mediante la adopción de medidas proteccionistas. Aunque siguió siendo absolutista, inició una liberalización que le granjeó prestigio entre la poblaciones germánicas.

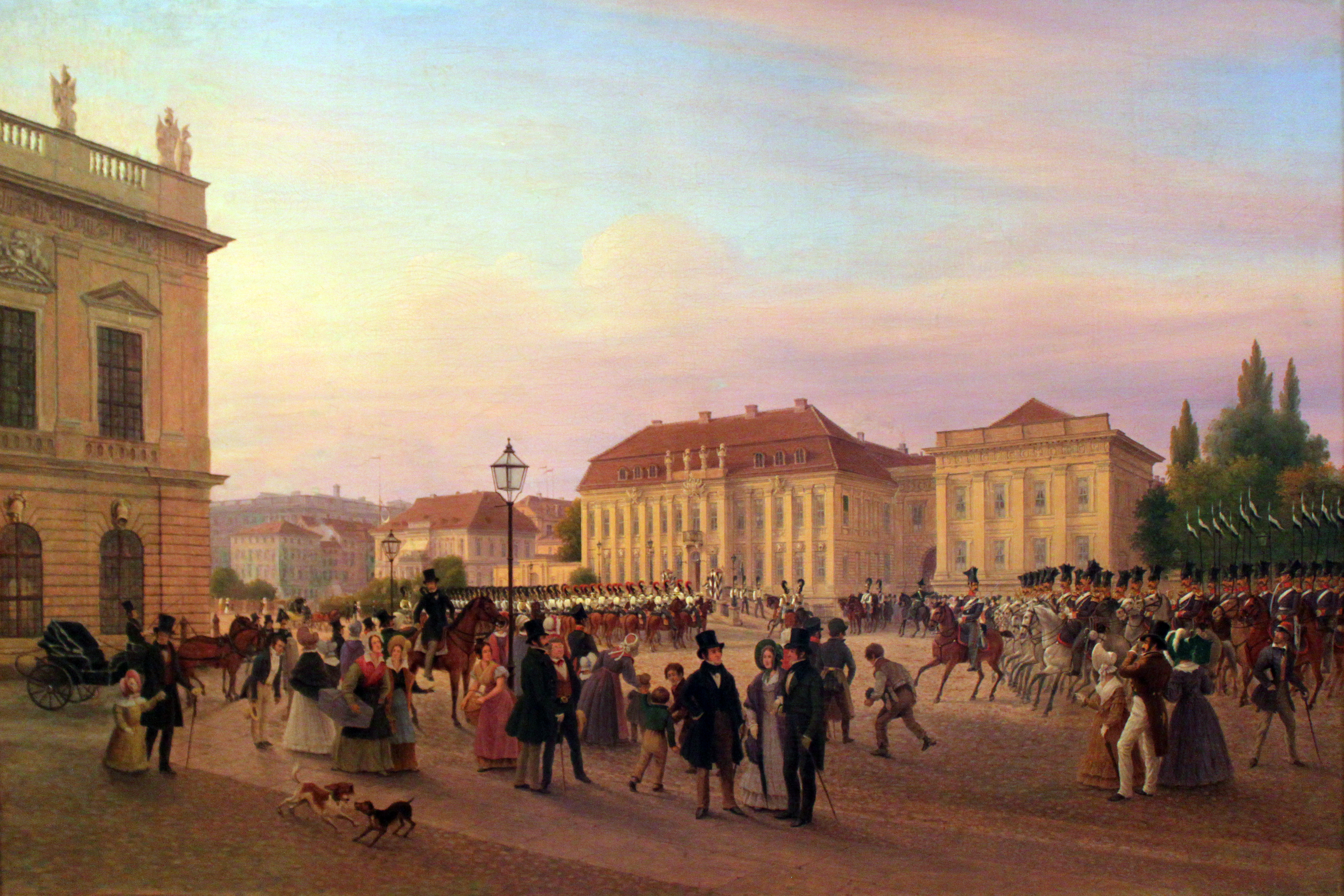
Berlín en 1839.

Sin embargo, los esfuerzos del Gobierno Real para combatir el liberalismo, la democracia y la idea de unificar a Alemania se vieron enfrentados a fuertes restricciones económicas. Debido a la división de su territorio la unificación económica de Alemania después de 1815 era del propio interés de Prusia. Por lo tanto, perteneció a los miembros fundadores de la Unión Aduanera de Alemania en 1834. La unión aduanera fue un impulso a la industrialización alemana, en especial de Prusia y en lo político preparó las bases para la unificación.
En Prusia las esperanzas liberales se vieron brevemente despertadas en 1840 por la llegada al trono el rey Federico Guillermo IV de Prusia, y por los pasos dados hacia la formación de la unión de las Dietas provinciales, que llegó a reunirse en abril de 1847; no obstante el debate de las reformas constitucionales, conexión previa para la concesión de fondos, provocó un punto muerto, y la Dieta se disolvió.

### Revolución alemana de 1848-1849

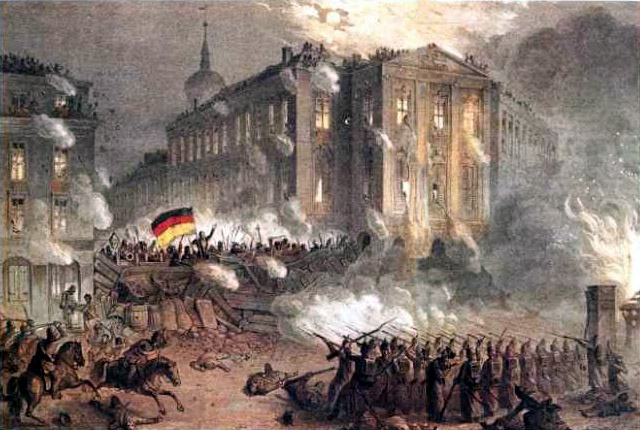
Barricadas en Berlín 1848.

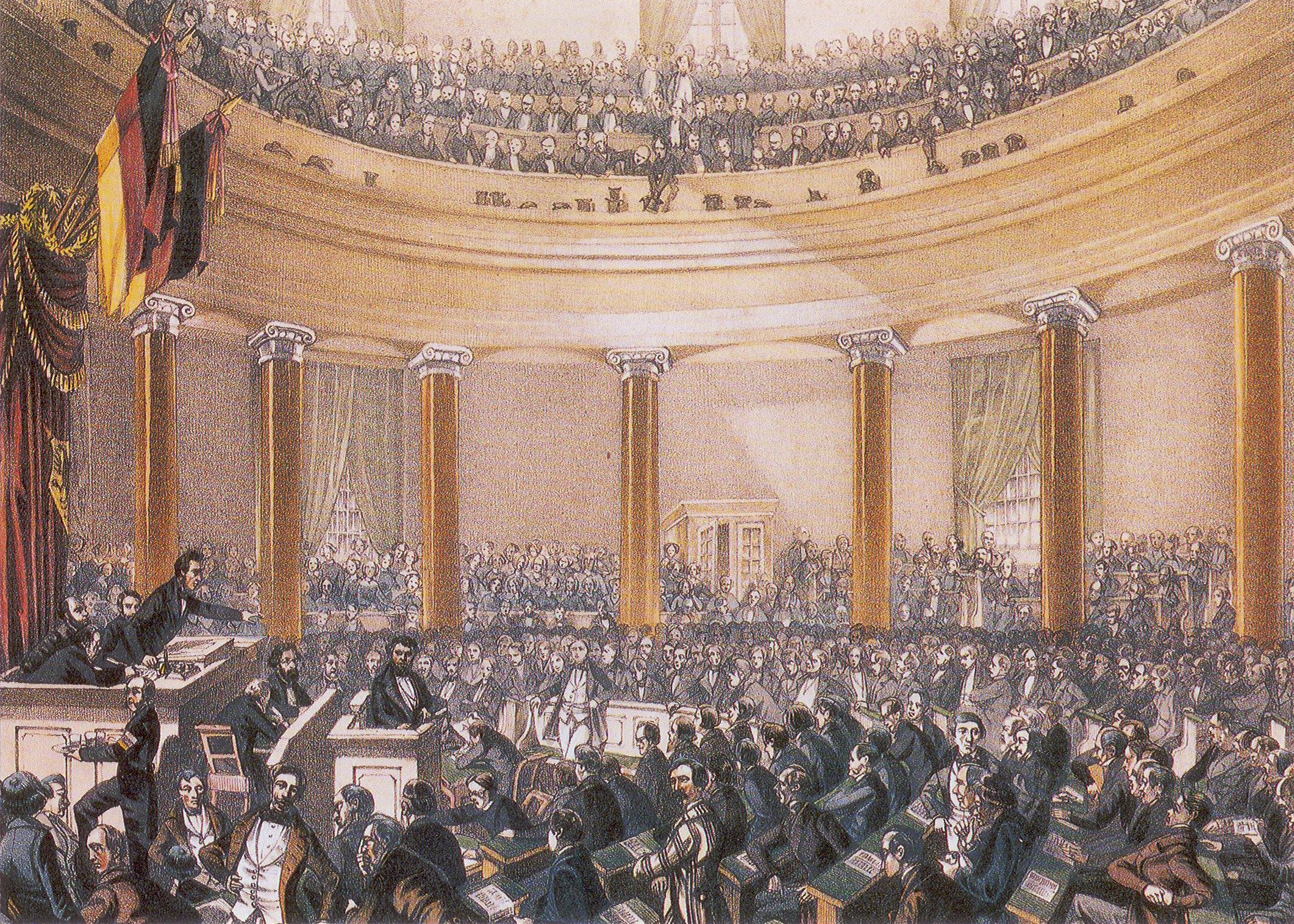
Ludwig von Elliott: Sesión del Parlamento Nacional (Paulskirche, Fráncfort del Meno), en junio de 1848.

Después de los levantamientos populares en el sudoeste de Alemania, la revolución finalmente llegó a Berlín el 18 de marzo de 1848. Federico Guillermo IV tuvo noticias de los acontecimientos revolucionarios en Austria, anunció su disposición a convocar un parlamento nacional, pero en los combates de los soldados y la multitud berlinesa, los primeros malinterpretaron las órdenes del rey de no disparar y estalló la lucha. Al no saber cómo resolver la situación, el rey trató de evitar una guerra civil ordenando la retirada de las tropas. La Dieta Unida se reunió una vez más para resolver la convocatoria de una Asamblea Nacional Prusiana. Al mismo tiempo que se reunía la asamblea prusiana, se llevó a cabo la Asamblea Nacional Alemana, que se iba a reunir en Fráncfort del Meno.

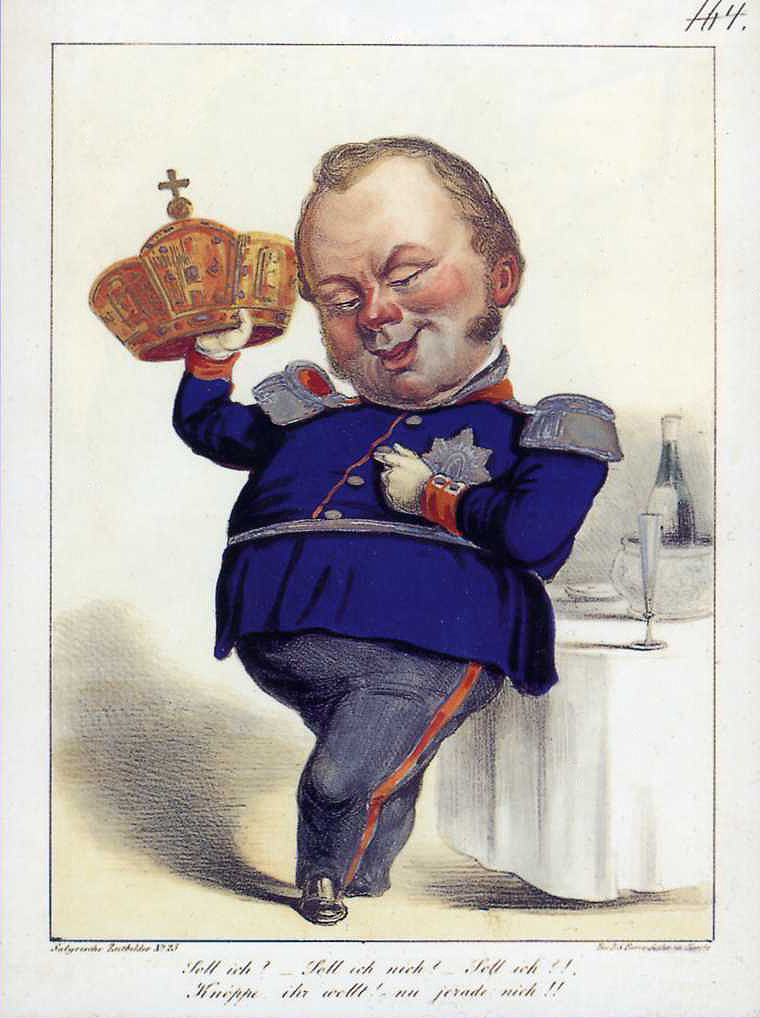
Caricatura sobre el rechazo de la corona imperial de la Asamblea Nacional por el rey Federico Guillermo IV.

La Asamblea Nacional de Prusia recibió la tarea de trabajar con la Corona para elaborar una constitución con ella. No menos importante, la política constitucional de la Asamblea Nacional de Prusia condujo a una contrarrevolución, a la disolución de la asamblea y a la introducción de una constitución impuesta. Esto último distinguió a Prusia de Austria, donde la constitución fue abolida por completo. Aunque la constitución impuesta de Prusia conservó algunos puntos de la carta, restauró los privilegios centrales de la corona. En 1850 fue revisada nuevamente. Sobre todo, el sufragio de tres clases introducido en esta política determinó decisivamente la cultura política de Prusia hasta 1918.
En la Asamblea Nacional de Fráncfort, el punto de partida era una solución de la Gran Alemania. Un proyecto constitucional que incluía a Austria en el imperio germánico fue rechazado por Viena. Sin embargo, la democracia y la unidad alemana fracasaron en abril de 1849, cuando Federico Guillermo IV rechazó la corona imperial que le había propuesto la Asamblea Nacional. La revolución finalmente fue suprimida en el sudoeste de Alemania con la ayuda de las tropas prusianas.
En 1848, las acciones emprendidas por Dinamarca contra los ducados de Schleswig y Holstein llevaron a la primera guerra de Schleswig (1848-1851) entre Dinamarca y la Confederación Germánica, acabó con la derrota de la primera. No obstante, por presiones internacionales, Prusia fue forzada a consentir que Dinamarca se quedase con ambos ducados.
Como consecuencia de las Revoluciones de 1848, los principados de Hohenzollern-Sigmaringen y Hohenzollern-Hechingen fueron anexionados por Prusia en 1850.
La política de Prusia, con la Unión de Erfurt (1849/1850), un intento de Prusia por reemplazar la Confederación Alemana tuvo como consecuencia la crisis de otoño de 1850, Prusia tuvo que renunciar a la política de la Unión por la presión de Austria y Rusia en el llamado Tratado de Olmütz. La Confederación Alemana se activó nuevamente en el verano de 1851 en su antigua forma.

### 1849-1871: Era Reaccionaria, Nueva Era y las guerras germanas de unificación

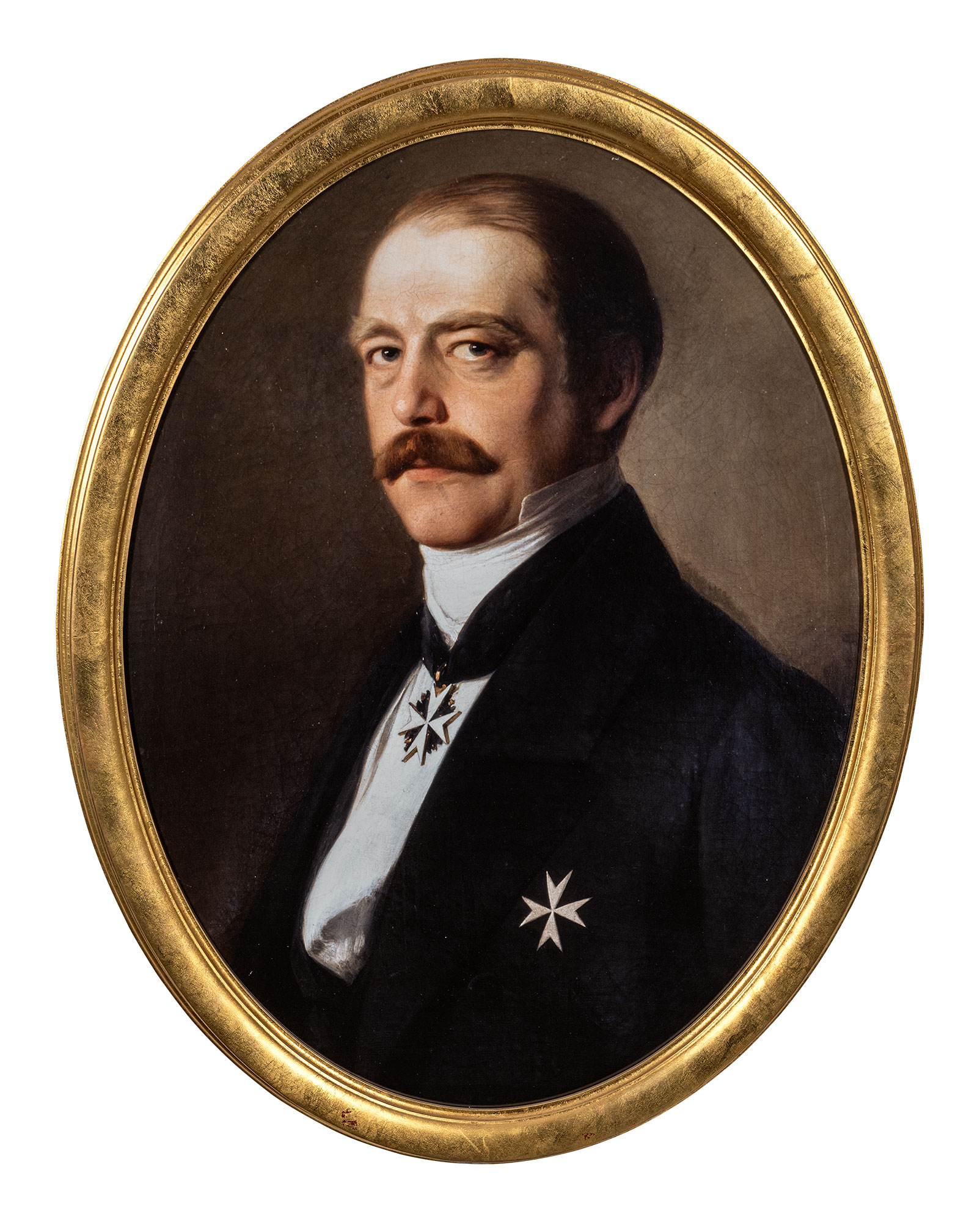
Otto von Bismarck, ministro-presidente de Prusia.

Las esperanzas que una parte considerable de los liberales que se había puesto en la política de la Unión de Erfurt, que al menos había previsto la representación a nivel nacional, dieron paso a una "Era de la Reacción" abierta (en alemán: Reaktionsära). En particular, los años 1851-1857 son el punto culminante de la política reaccionaria interna en la Confederación Alemana. Sin embargo la era reaccionaria fue distinta en los diversos estados germanos. Mientras que Austria volvió a ser un estado absolutista con la abolición de la constitución, Prusia siguió siendo un estado constitucional. Incluso se aprobó una parte considerable del proyecto de constitución elaborado por la Asamblea Nacional de Prusia. En Prusia se llevó a cabo el constitucionalismo, pero continuó como una especie de contrapeso a su sistema burocrático-militar.
El final del tiempo de la reacción generalmente se establece en 1858 con el comienzo de la Nueva Era (Neue Ära) en Prusia (es decir, la transición de la regencia del impotente Federico Guillermo IV a Guillermo I ). El nuevo Regente intentó aplicar reformas convocando a un gobierno de coalición conservador-liberal. La nueva era de la política prusiana termina en 1862 con el nombramiento del ministro-presidente Bismarck.

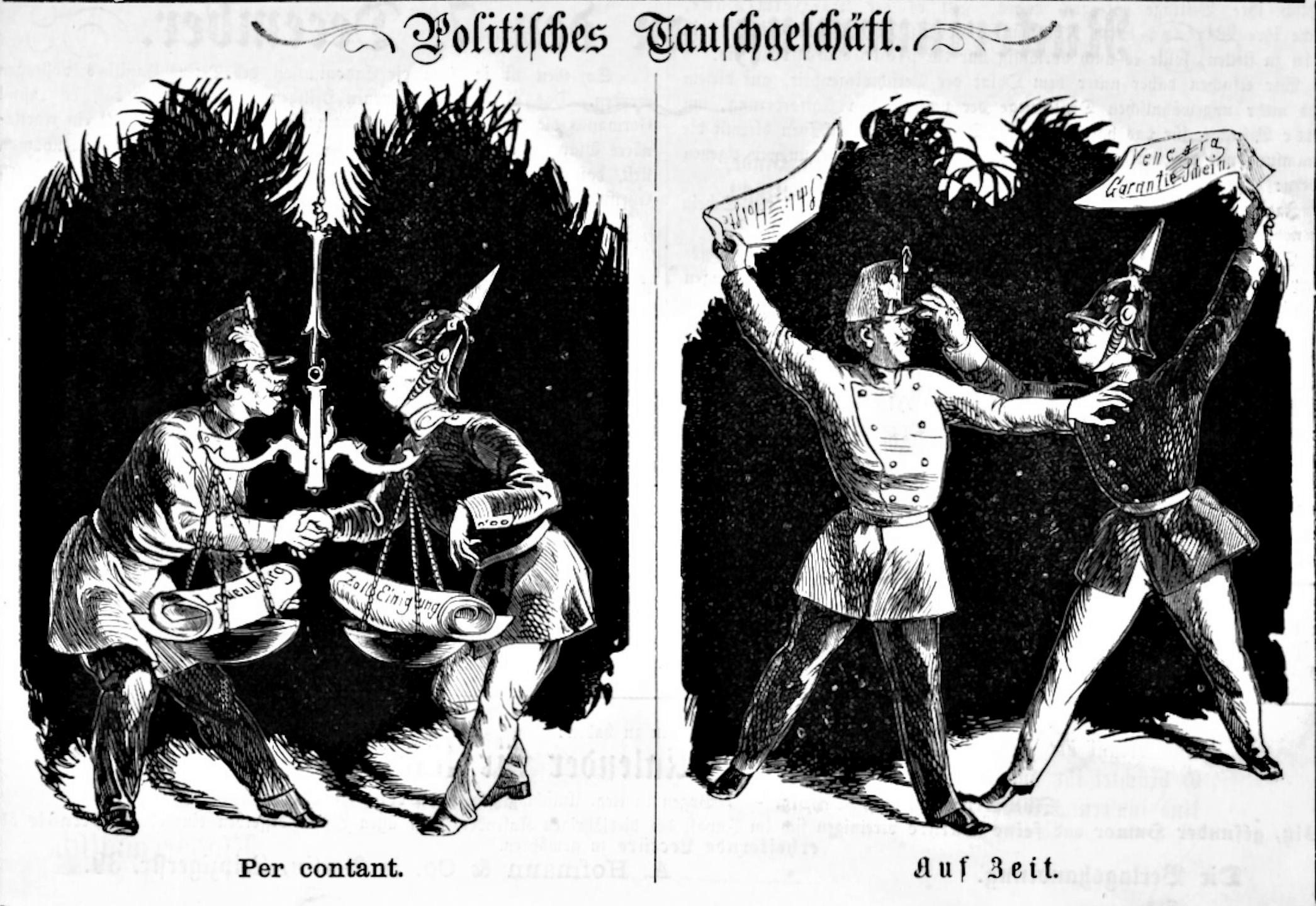
Caricatura satírica que muestra la disputa entre Prusia y Austria por la hegemonía en la Confederación Germánica.

Guillermo I, que ya había asumido la regencia de su hermano Federico Guillermo IV, que no podía gobernar debido a una incapacidad mental, ascendió al trono prusiano en 1861. Con el ministro de Guerra, Roon, buscó una reforma del ejército, que proporcionara más horas de servicio y una mejora del ejército prusiano. Sin embargo, la mayoría liberal del Landtag prusiano, que estaba a cargo del presupuesto, no quería aprobar los fondos necesarios. Esto derivó en un conflicto constitucional, durante el cual el rey consideró la abdicación. Como último recurso, decidió en 1862, nombrar como ministro-presidente a Otto von Bismarck. Este era vehemente partidario de la reivindicación de la autocracia real y gobernó durante años contra la Constitución y el Parlamento. Bismarck se comprometió a poner en práctica la reforma militar aun con la oposición de la mayoría de la Cámara de Diputados.
En 1862, Guillermo I eligió a Otto von Bismarck para el cargo de Ministro Presidente de Prusia. Estaba determinado a unir los Estados Germanos bajo el dominio prusiano y, para ello, llevó a Prusia a tres guerras que culminaron con la consecución de este objetivo. Sabiendo que la corona prusiana solo podía ganar el apoyo popular cuando tomara la delantera en el movimiento de unificación alemana, Bismarck llevó a Prusia a tres guerras, que llevaron al rey Guillermo a ceñirse la corona imperial alemana.

#### Guerra de los ducados

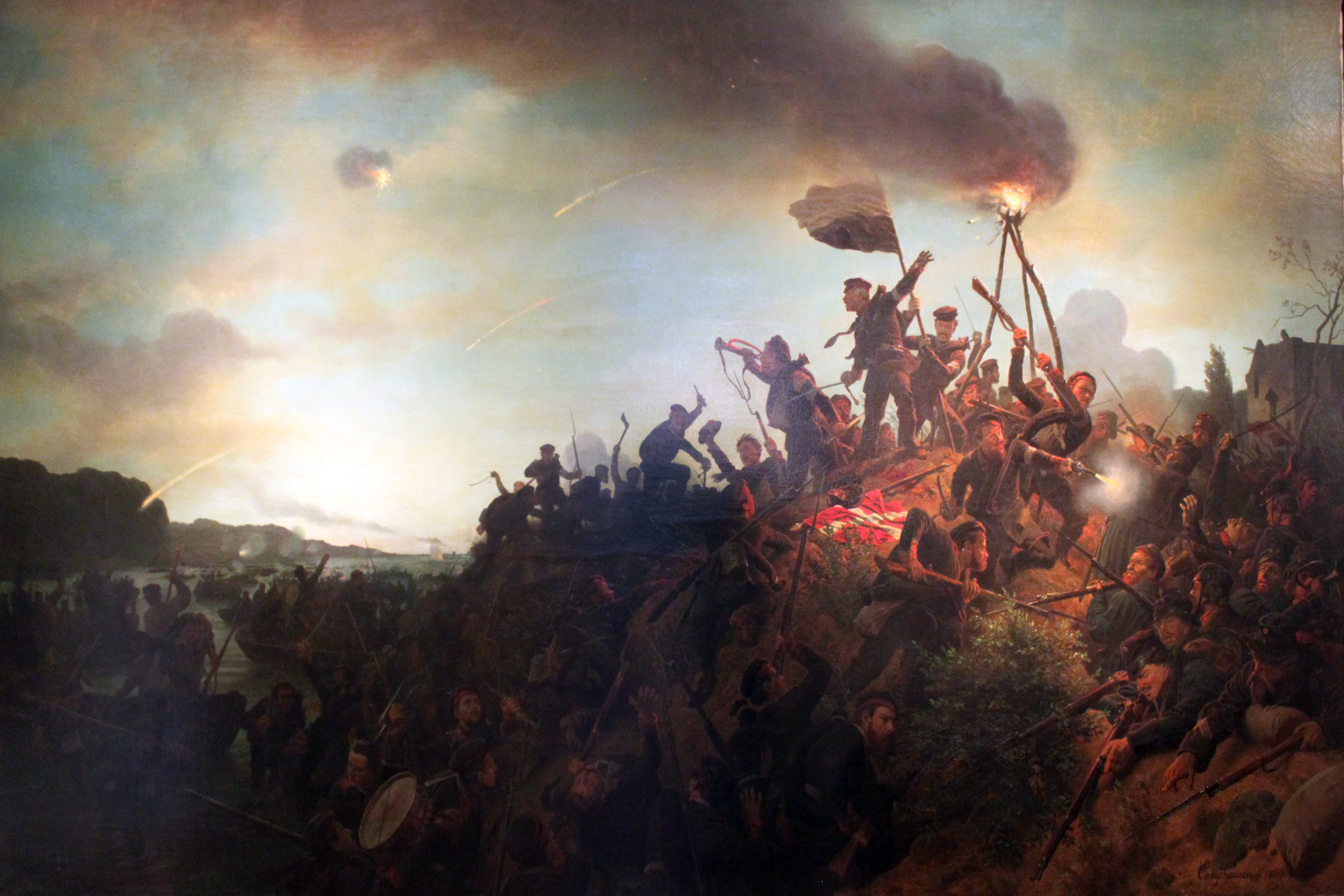
Los prusianos toman la isla de Als.

La primera de ellas fue la Segunda Guerra de Schleswig (1864), que Prusia inició y ganó con la ayuda de Austria. El rey danés Cristián IX proclamó la anexión de los ducados de Schleswig y Holstein, territorios que venían causando constantes litigios entre Dinamarca y los Estados alemanes del norte por su posesión. Seguidamente, los ducados alemanes protestaron ante tal medida, entonces apelaron directamente a la Dieta de Fráncfort, recibiendo el apoyo de Austria y Prusia. El canciller de Prusia, Otto von Bismarck, convenció a Francisco José I de la Casa de Austria para defender juntos el Protocolo de Londres (1852). El 16 de enero de 1864 se firmó el acuerdo entre ellos. Bismarck lanzó un ultimátum a Dinamarca en el que exigía que la Constitución de noviembre debía ser abolida en 48 horas, lo cual fue rechazado por el gobierno danés.
Las fuerzas austriacas y prusianas cruzaron el río Eider, frontera entre Schleswig (al norte) y Holstein (al sur), el 1 de febrero de 1864, y la guerra fue inevitable. Dinamarca fue derrotada y entregó los ducados de Schleswig y Holstein a Prusia y Austria, respectivamente.
Los ducados fueron manejados inicialmente juntos en un condominio prusiano-austriaco. Después de la convención de Gastein de 1865 Schleswig cayó bajo el prusiano, Holstein bajo la administración austríaca, mientras que Austria vendió sus derechos del Ducado de Lauenburg a la corona prusiana.

#### Guerra austro-prusiana

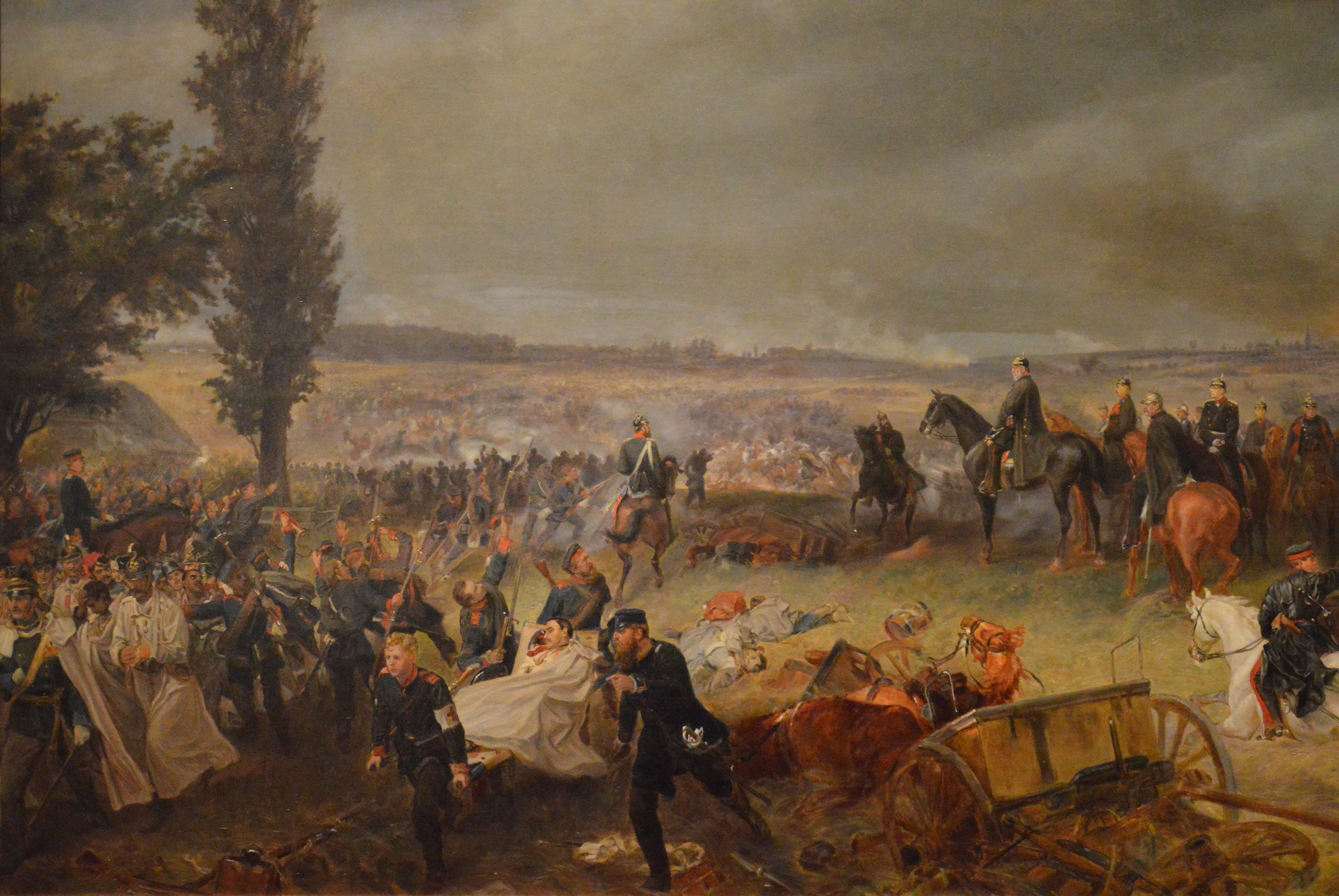
Batalla de Königgrätz.

Poco después del final de la guerra con Dinamarca, estalló una disputa entre Austria y Prusia sobre la administración y el futuro de Schleswig-Holstein. Pero su causa más profunda fue la lucha por la supremacía en la Confederación Alemana. Bismarck logró persuadir al rey Guillermo, de adoptar una solución beligerante.
La administración dividida de Schleswig y Holstein fue el motivo para la guerra austro-prusiana de 1866 (también conocida como la guerra de las Siete Semanas), en la que Prusia, aliada con el reino de Italia y varios Estados germanos del Norte, declararon la guerra al Imperio austríaco. La coalición comandada por Austria fue derrotada y algunos Estados germanos (el Reino de Hannover, el Electorado de Hesse, el Ducado de Nassau y la ciudad libre de Fráncfort) fueron anexionados a Prusia. Los territorios disputados de Schleswig y Holstein pasaron a estar bajo pleno dominio prusiano. Gracias a la adquisición de estos territorios fue posible la unión de Renania y Westfalia con el resto del reino. Fue entonces cuando Prusia alcanzó su mayor extensión, que mantuvo hasta su extinción como reino en 1918.
La Confederación Germánica fue sustituida en 1867 por la Confederación Alemana del Norte, bajo el dominio de Prusia, y con alianzas militares con los Estados germanos del Sur (excepto Austria). También Bismarck redactó la constitución que entró en vigor el 1 de julio de 1867. En esta constitución se declaraba Presidente de la confederación alemana del norte al rey de Prusia y Bismarck como Canciller. A diferencia de la Confederación Germánica, la Confederación Alemana del Norte fue un verdadero Estado. Su territorio estaba comprendido por las partes de la Confederación Germánica que se encontraban al norte del Meno.
La unificación de Alemania ( Kleindeutschland) planeada por Bismarck estaba muy cerca de concretarse. Guillermo estaba decidido a conquistar el territorio de Austria, pero Bismarck le convenció para que abandonase la idea, ya que veía en Austria un valioso aliado futuro.

#### Guerra franco-prusiana

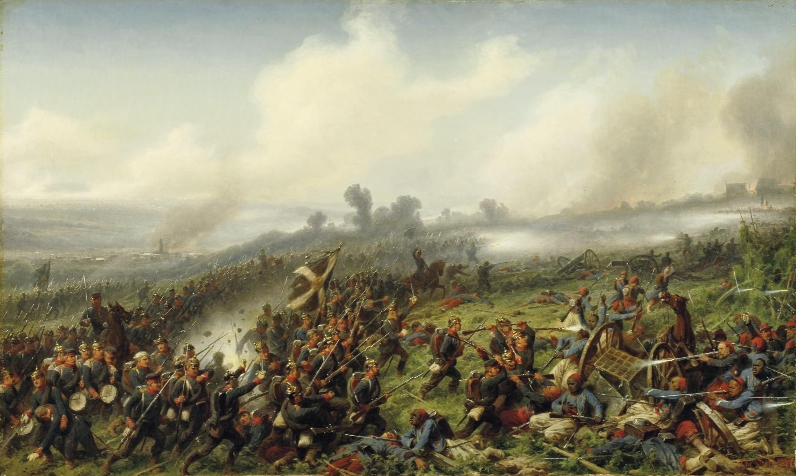
Batalla de Wissemburg.

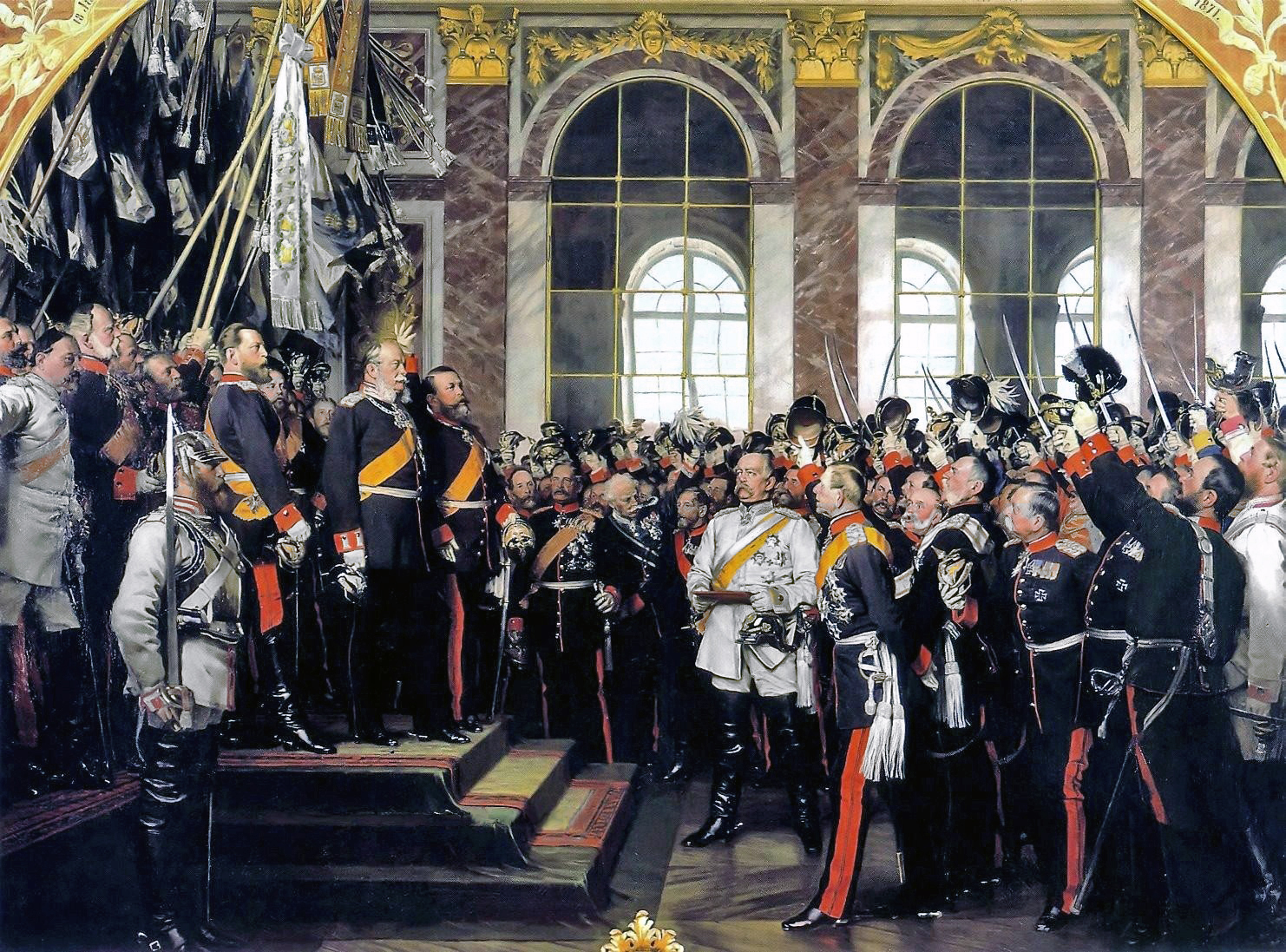
Proclamación del Imperio alemán en Versalles 1871.

El acto final fue la guerra franco-prusiana (1870), en la que Bismarck forzó a Napoleón III de Francia a declarar la guerra a Prusia. Mediante la activación de las alianzas alemanas pactadas tras la guerra austro-prusiana, los Estados Germanos se unieron y derrotaron rápidamente a Francia. El conflicto marcó el estallido de la tensión entre las dos potencias, que se acrecentó tras el fracaso del proyecto de Napoleón III de anexar Luxemburgo, un evento que causó el final de una relación relativamente equilibrada con la Prusia de Otto von Bismarck. La tensión se hizo mayor debido a la creciente influencia, no tolerada por Francia, ejercida por los Estados alemanes en el sur del río Meno, y la dirección de Prusia ejercida dentro de la Confederación Alemana del Norte.
Esta victoria comandada por Prusia posibilitó la creación del Imperio alemán. Guillermo fue proclamado káiser el 18 de enero de 1871 (justo 170 años después de la coronación del primer rey prusiano, Federico I) en la Galería de los Espejos de Versalles, mientras la capital francesa todavía se encontraba asediada.
Por el Tratado de Fráncfort, Bismarck impuso una dura paz a Francia: le fueron arrebatadas las provincias de Alsacia y Lorena, ricas en minas de carbón y de hierro, además de imponérsele el pago de grandes sumas de dinero en concepto de reparaciones de guerra.

### 1871-1918: Apogeo y caída de Prusia

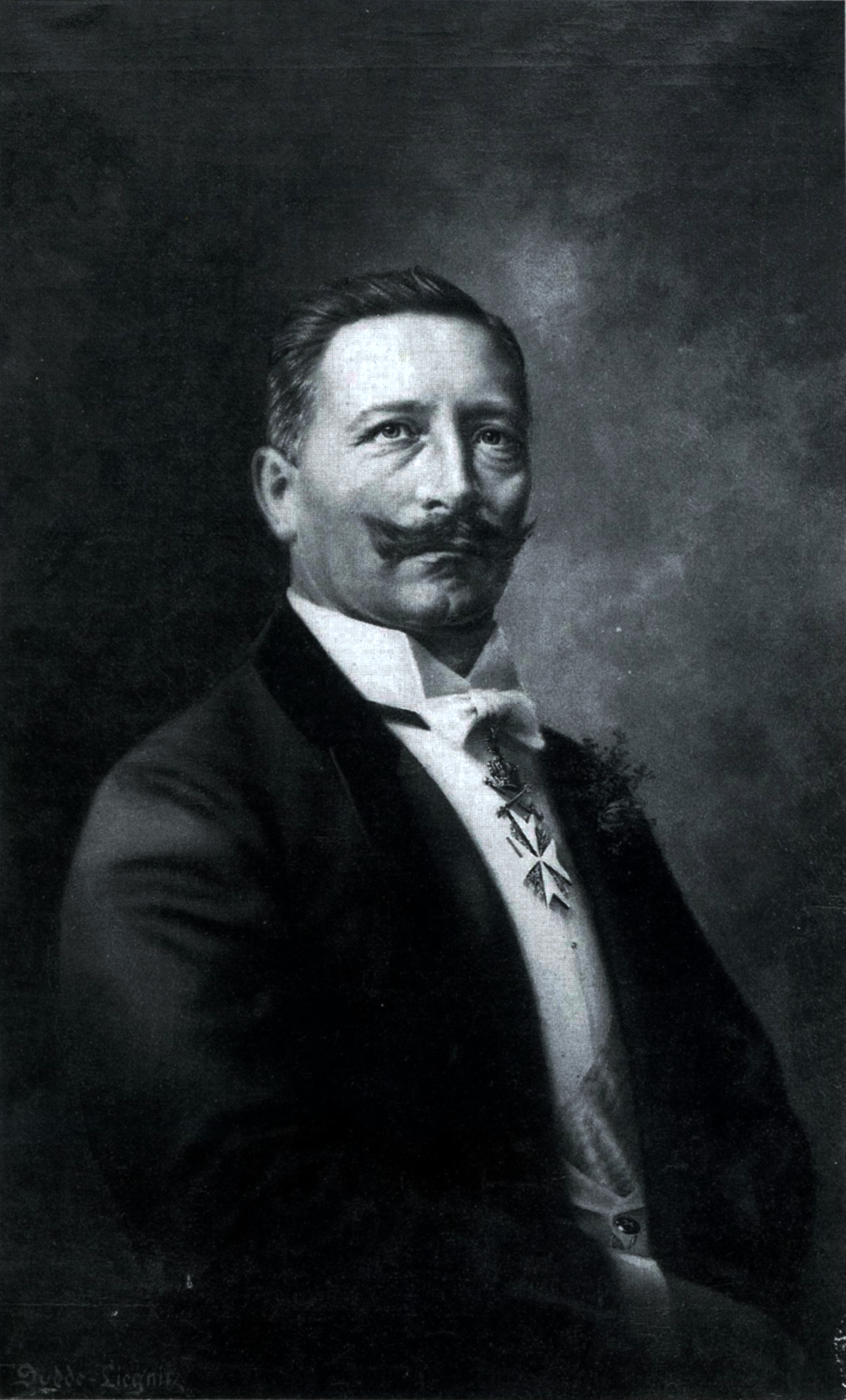
Guillermo II, último emperador de Alemania y rey de Prusia.

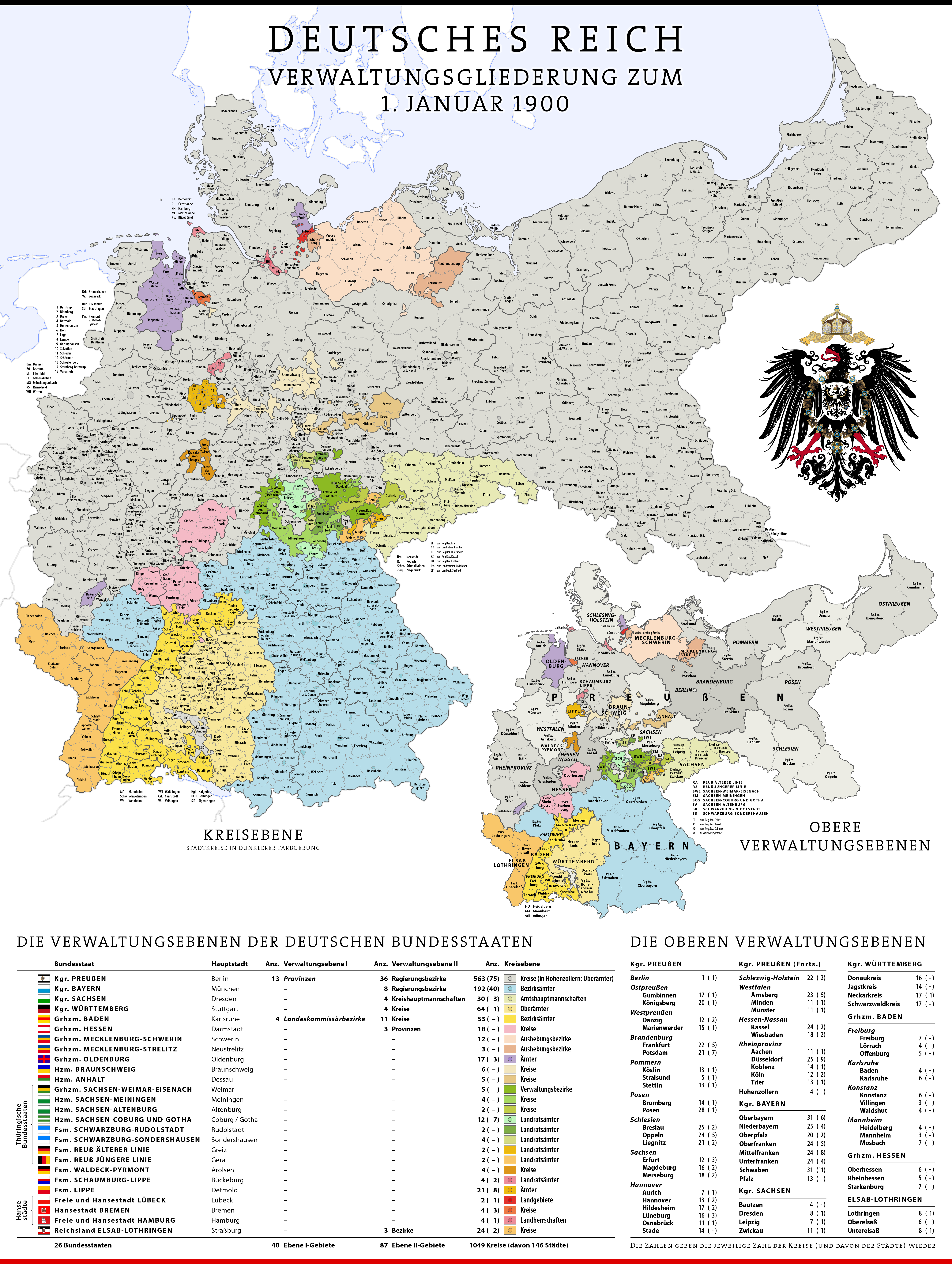

Con el Imperio alemán encabezado por Prusia, Bismarck deseaba preservar la paz en Europa y para tal efecto actuó en el Congreso de Berlín. El nuevo Imperio alemán fortaleció aún más las buenas relaciones ya existentes con el Reino Unido (el káiser Federico III se casó con la hija primogénita de la reina Victoria del Reino Unido). Sin embargo, todo cambió con la muerte de Federico III en 1888 (después de solo 99 días en el trono) y la ascensión de su hijo de 29 años de edad, Guillermo II. El nuevo káiser rompió rápidamente las buenas relaciones con las familias reales británica y rusa y pasó a ser, primero su rival y, después, su enemigo.
Guillermo II destituyó a Bismarck en 1890 y puso en marcha una campaña de militarización e interferencia en la política exterior que produjo el aislamiento de Alemania. Un análisis incorrecto del conflicto austrohúngaro con Serbia por parte del káiser y los precipitados planes de movilización de varias naciones llevaron al desastre de la Primera Guerra Mundial (1914-1918). Como precio por su retirada de la guerra, los bolcheviques entregaron al Imperio alemán grandes regiones del oeste del Imperio ruso, algunas de ellas fronterizas con Prusia, según los términos del Tratado de Brest-Litovsk (1918). Sin embargo, el dominio alemán sobre esos territorios solo duró unos pocos meses a causa de la derrota sufrida por los efectivos militares alemanes y como consecuencia de la Revolución Alemana, que provocó la abdicación y el exilio del káiser.
El Tratado de Versalles, que consideraba a Alemania única responsable de la guerra, se firmó en la Galería de los Espejos de Versalles, el mismo lugar donde se había creado el Imperio alemán. Con la abdicación de Guillermo II en 1918, el Reino de Prusia dejó de existir y fue sustituido por el Estado Libre de Prusia.

### SigloXXI
Actualmente, la dinastía Hohenzollern permanece destronada y el reino de Prusia extinto. Pero la dinastía sigue existiendo, y el príncipe imperial Jorge Federico de Prusia (n. 1976) es heredero legítimo al trono.

## Gobierno

### Monarquía

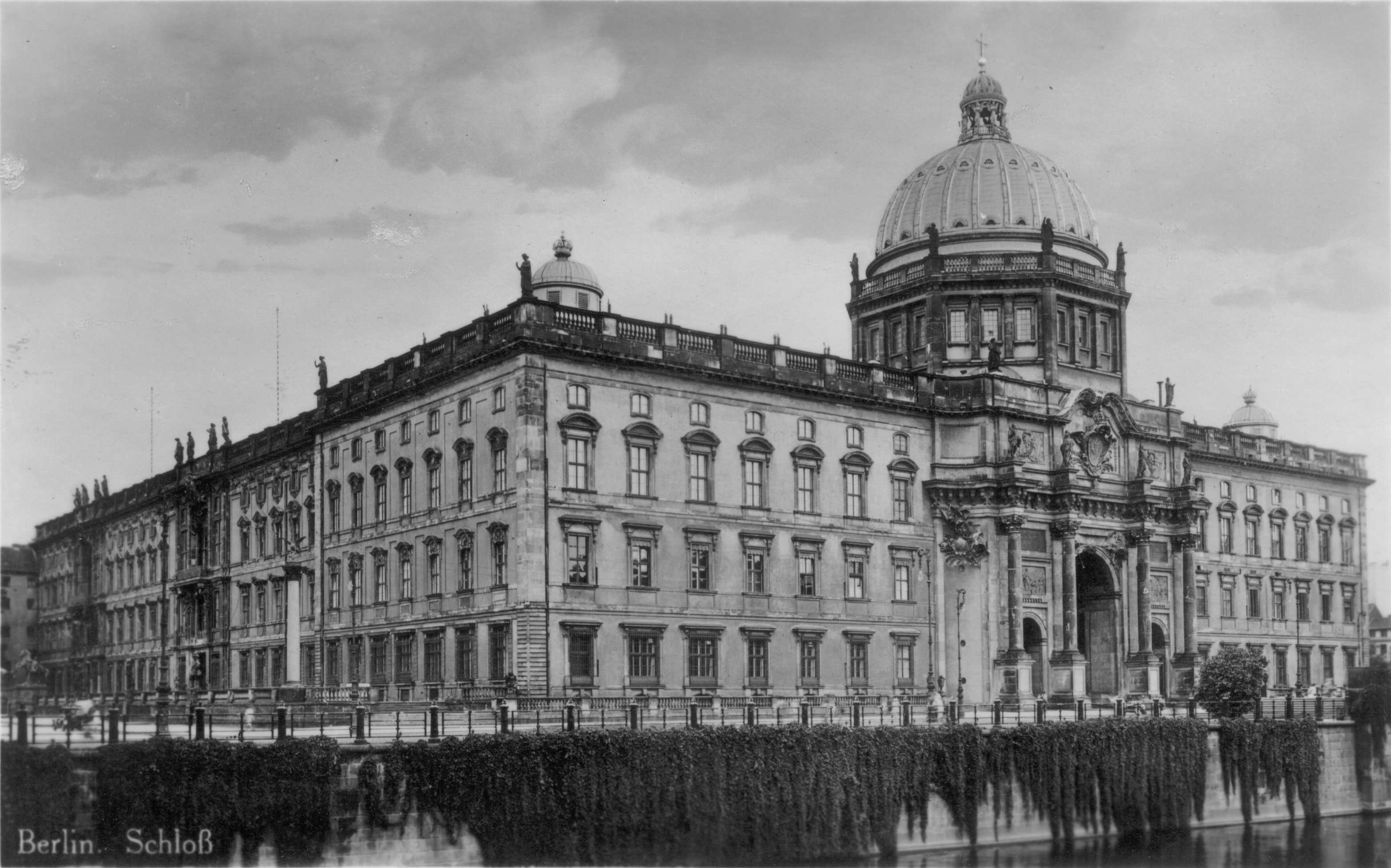
Palacio Real de Berlín hacia 1920.

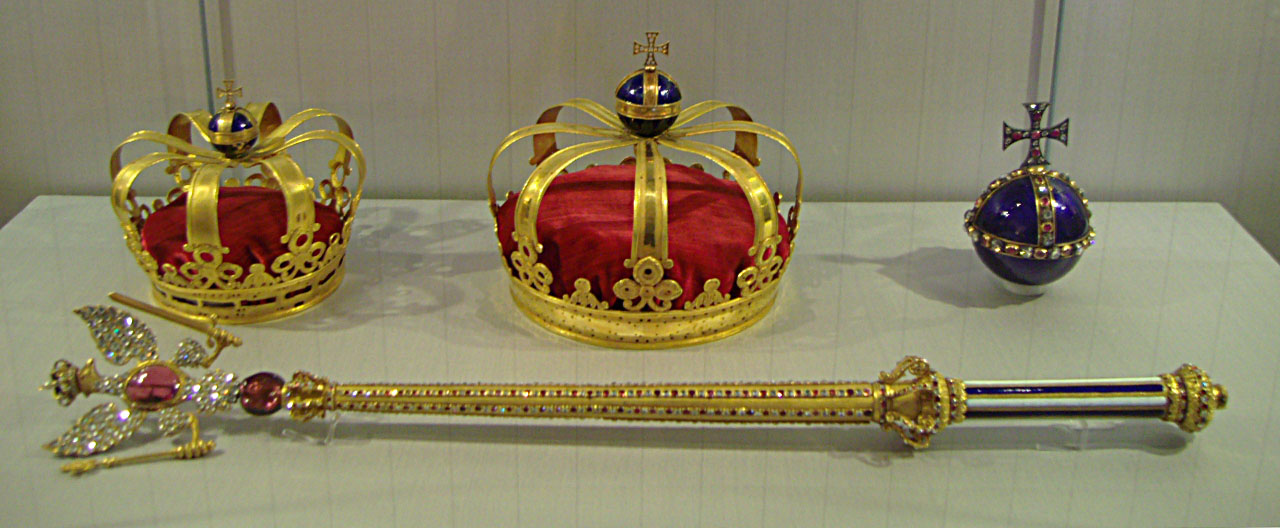
Joyas de la Corona de Prusia.

La casa reinante en Prusia era la dinastía Hohenzollern. Herederos de los margraves y los caballeros teutónicos, su nombre deriva de Zollern, un castillo del siglo XIII que la familia poseía cerca de la ciudad de Stuttgart. La importancia política de los Hohenzollern creció con los siglos. Partiendo del primitivo condado de Zollern y del burgraviado de Núremberg, la rama francona de esta familia llegó a regir el Imperio alemán entre 1871-1918.
El margrave elector de Brandeburgo Federico III por razones de prestigio, obtuvo el título de rey en Prusia, autorizado por el emperador Leopoldo I, a cambio del apoyo prusiano durante la guerra de Sucesión española. A lo largo del siglo XVIII fue creciendo el poder de los reyes prusianos. Vencieron a los Habsburgo austríacos en las tres Guerras Silesias, aumentando considerablemente su poder con la adquisición de Silesia. Federico II adoptó el título de Rey de Prusia en 1772, el mismo año en que anexionó la mayor parte de la Prusia Real en la Primera Partición de Polonia.
Tras la guerra franco-prusiana, Guillermo I de Prusia fue proclamado "Emperador alemán" (y no "Emperador de Alemania") el 18 de enero de 1871 en el salón de los espejos del palacio de Versalles. Se fundó un único Estado de carácter federal con el rey de Prusia como jefe de Estado, con el título imperial y "presidente" o primus inter pares de los monarcas que se federaron de los reinos de Baviera, Wurtemberg, Sajonia, el Gran Ducado de Baden y el de Hesse. También quedaron incorporadas las ciudades libres de Hamburgo, Lübeck y Bremen.
Con el fin de la Primera Guerra Mundial termina también el poder de la dinastía al abdicar Guillermo II de Alemania. Tras la abdicación, el Reino de Prusia dio paso al Estado Libre de Prusia, dentro de la nueva República de Weimar.
| Imagen | Nombre                 | Reinado   | Notas |
| ------ | ---------------------- | --------- | --- |
|        | Federico I             | 1701-1713 | Margrave elector de Brandeburgo, en 1701 obtiene el título de "Rey en Prusia".                                                                                            |
|        | Federico Guillermo I   | 1713-1740 | Hijo del precedente. Conocido como "El Rey Sargento". |
|        | Federico II            | 1740-1786 | Hijo del precedente. Conocido como Federico II el Grande, adoptó el título de rey de Prusia en 1772.                                                                      |
|        | Federico Guillermo II  | 1786-1797 | Hijo del príncipe Augusto Guillermo de Prusia, hermano de Federico II. Se convirtió en rey porque su tío no tuvo hijos.                                                   |
|        | Federico Guillermo III | 1797-1840 | Hijo del precedente. Durante su reinado, Prusia luchó en las Guerras Napoleónicas contra Francia.                                                                         |
|        | Federico Guillermo IV  | 1840-1861 | Hijo del precedente. Durante las revoluciones de 1848 rechazo la corona imperial de Alemania ofrecida por el parlamento de Fráncfort.                                     |
|        | Guillermo I            | 1861-1888 | Hermano del precedente. Tras la guerra franco-prusiana, Guillermo I de Prusia fue proclamado Emperador alemán. El Reino de Prusia pasa a formar parte del Imperio alemán. |
|        | Federico III           | 1888-1888 | Hijo del precedente. Afectado por un cáncer de laringe falleció 99 días después de asumir el trono.                                                                       |
|        | Guillermo II           | 1888-1918 | Hijo del precedente. Es el último emperador o káiser del Imperio alemán y el último rey de Prusia. Abdicó al final de la Primera Guerra Mundial.                          |

### Política
El reino de Prusia fue una monarquía absolutista hasta las Revoluciones de 1848 en los Estados germanos, tras las cuales Prusia se convirtió en una monarquía constitucional, siendo elegido Adolf Heinrich von Arnim-Boitzenburg ministro-presidente. Tras la primera constitución de Prusia, se formó un parlamento bicameral. La cámara baja o Landtag era elegida por todos los contribuyentes de impuestos, que fueron divididos en tres clases según la cantidad de impuestos pagados. Esto permitió que solo un tercio de los votantes eligiesen al 85 % de los parlamentarios, asegurando un mayor predominio de los elementos más prósperos de la población. La cámara alta, que más tarde se rebautizaría como Preußisches Herrenhaus ("Casa de los Señores"), la elegía el rey. Él era el que ostentaba la autoridad total sobre el ejecutivo y los ministros eran solo de su responsabilidad. Como consecuencia, la clase de los grandes propietarios de tierras, los junkers, permaneció intacta, sobre todo en las provincias orientales.
Las dos cámaras y el rey de Prusia tenían el derecho de introducir las leyes.

### Constituciones
Hubo tres constituciones que se adoptaron durante el gobierno del Estado de Prusia: la de 1848, la de 1850 y, ya tras la Primera Guerra Mundial y disuelto el reino, la de 1920. La constitución de 1848 se promulgó y puso en vigor el 5 de diciembre de 1848 por Federico Guillermo IV. La segunda constitución, promulgada el 31 de enero de 1850, y se modificó continuamente en los años siguientes. La tercera y última constitución del gobierno prusiano, de 30 de noviembre de 1920, constituyó el Estado Libre de Prusia.

## Religión

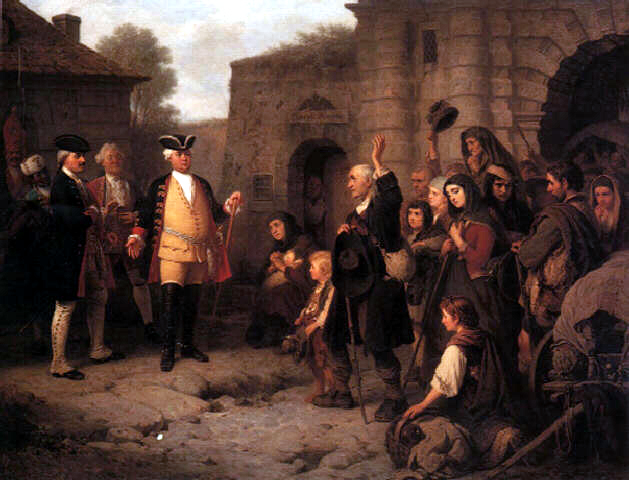
El rey Federico Guillermo I de Prusia da la bienvenida a los protestantes expulsados de Salzburgo.

El Ducado de Prusia fue el primer estado en adoptar oficialmente el luteranismo en 1525. A raíz de la Reforma, Prusia estuvo dominada por dos grandes confesiones protestantes: el luteranismo y el calvinismo. La mayoría de la población prusiana era luterana, aunque había minorías reformadas dispersas en las partes centrales y occidentales del estado, especialmente en Brandeburgo, Renania, Westfalia y Hesse-Nassau. En 1613, Juan Segismundo I de Brandeburgo, Elector de Brandeburgo y Gran Duque de Prusia abjuró del luteranismo y se convirtió al calvinismo, transfiriendo a su vez la Catedral de Berlín de la Iglesia Luterana a la Calvinista. Después de que el Elector y sus funcionarios de la corte calvinista elaboraron planes para la conversión masiva de la población a la nueva fe en febrero de 1614, según lo dispuesto por la regla de Cuius regio, eius religio dentro del Sacro Imperio Romano Germánico, hubo serias protestas, con su esposa respaldando a los luteranos. La resistencia fue tan fuerte que en 1615, Juan Segismundo retrocedió y renunció a todos los intentos de conversión forzosa. En cambio, permitió que sus súbditos fueran luteranos o calvinistas según los dictados de sus propias conciencias. De ahora en adelante, Brandeburgo-Prusia sería un estado bi-confesional.
Prusia recibió una importante población de hugonotes después de la emisión del Edicto de Fontainebleau por parte de Luis XIV de Francia y las siguientes dragonadas. Los monarcas prusianos, comenzando con Federico Guillermo, el Elector de Brandeburgo abrieron el país a los refugiados calvinistas franceses que huían. En Berlín, construyeron y adoraron en su propia iglesia llamada Catedral Francesa en Gendarmenmarkt. Pasó el tiempo y los reformados franceses se asimilaron a la comunidad protestante más amplia de Prusia. La región sur de Masuria, en Prusia Oriental, estaba compuesta en su mayoría por Masurianos luteranos germanizados.
Aunque dominada por protestantes luteranos (junto con algunos reformados), Prusia después de 1814, contenía millones de católicos en el oeste y en Polonia. Hubo numerosas poblaciones católicas en la región del Rin y partes de Westfalia. Además, Prusia Occidental, Varmia, Silesia, y la provincia de Posen tenían poblaciones predominantes de católicos de habla polaca, aunque este no es el caso de Silesia oriental ya que la mayoría de los católicos eran alemanes.

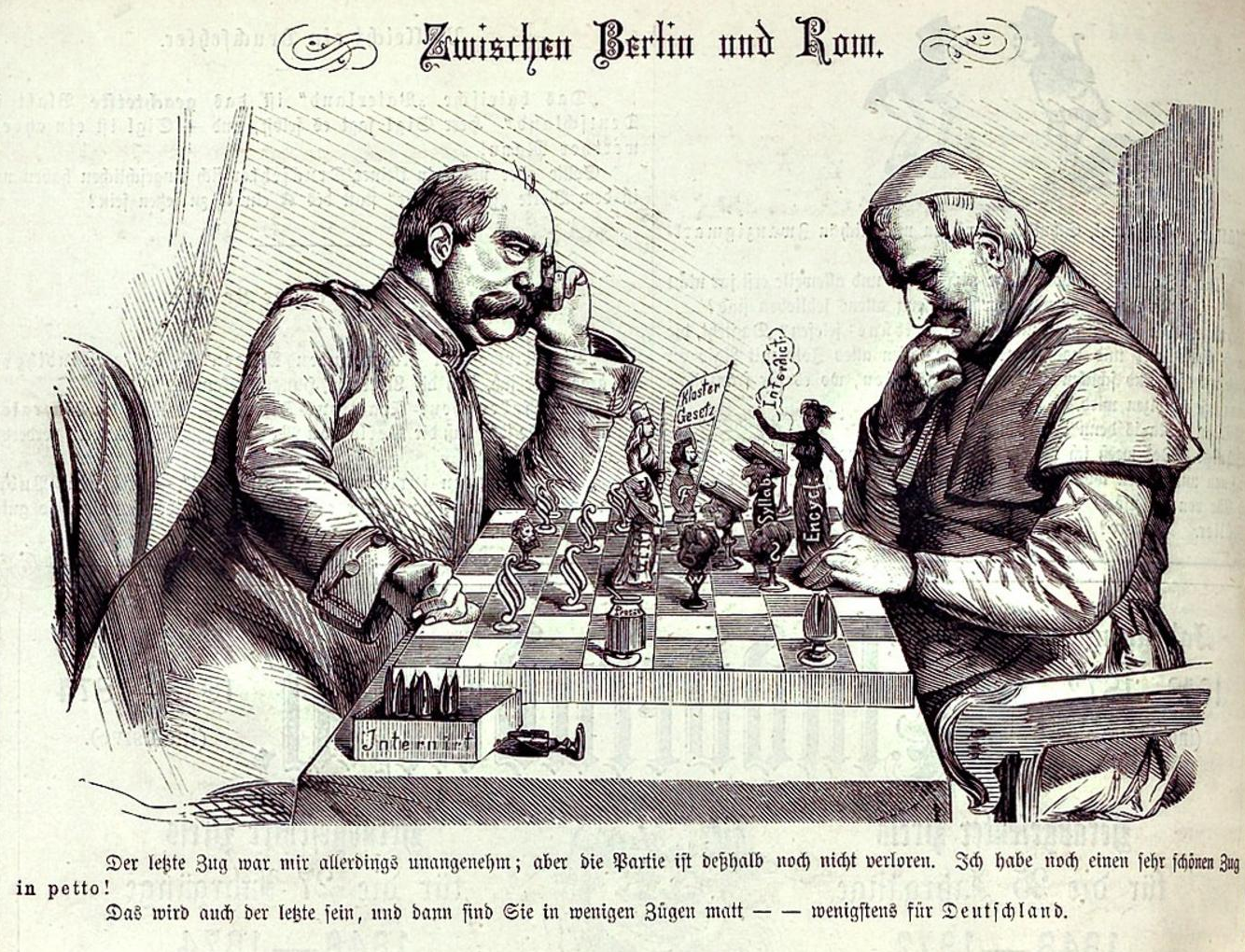
Ilustración satírica sobre el Kulturkampf.

Las congregaciones luteranas y reformadas de todo el reino se fusionaron en 1817 en la Unión de Iglesias Evangélicas de Prusia, que quedó bajo un estricto control real.
La constitución prusiana de 1850 permitió la libertad de conciencia, la libertad de culto público y privado y la libertad de asociación en los cuerpos religiosos. Indicó que todas las iglesias y asociaciones religiosas deben administrarse de manera independiente y privada del estado y que ninguna parte del gobierno puede afectar a la Iglesia. La constitución también indicó que todos los niños se les debe enseñar su religión por la gente de su propia religión y no por otra persona.
Durante fines del siglo XIX, la Kulturkampf tomó medidas contra los católicos prusianos, a los que se les prohibió cumplir con funciones oficiales para el estado y fueron legalmente combatidos.

## Demografía
En 1871 la población de Prusia ascendía a casi veinticinco millones de personas, el 60 % de la población del Imperio alemán. De ellos, aproximadamente dos millones y medio eran de origen polaco, la minoría más grande del país. Otras minorías notables eran las representadas por judíos, daneses, casubios (72 500 en 1905), mazovios (248 000 en 1905), lituanos (101 500 en 1905), valones, checos y serbios. En algunas zonas la población polaca llegaba a ser superior a la alemana. Es el caso de la región que con el tiempo recibiría el nombre de Posen, el 62 % de los habitantes eran polacos frente al 38 % que era germanoparlante o alemán.
No obstante, católicos, judíos y eslavos nunca llegaron a tener el mismo estatus que los protestantes, que formaban la mayoría de la población prusiana (luteranos y reformados) El catolicismo era pese a ello una parte importante dentro del Estado, especialmente hacia el oeste, Renania, Westfalia, Prusia Occidental, Varmia, Silesia y Polonia.
Para 1910 la población total de Prusia habría aumentado a cuarenta millones de personas, aproximadamente del 62 % del total de la población del Imperio.

## Fuerzas Armadas

### Ejército
El Ejército de Prusia (en alemán: Königlich Preußische Armee) fue vital para que Brandeburgo-Prusia se convirtiera en una potencia europea.
Tiene su origen en el pequeño número de mercenarios de Brandeburgo que participaron en la guerra de los Treinta Años, cuando Prusia aún era un ducado regido en unión personal por los margraves de Brandeburgo. Federico Guillermo de Brandeburgo formó por primera vez un ejército permanente, mientras que el rey Federico Guillermo I de Prusia aumentó drásticamente su tamaño. El rey Federico II el Grande llevó a las tropas prusianas a la victoria en las guerras de Silesia aumentando su prestigio.
El ejército fue claramente derrotado por Francia durante las guerras napoleónicas de la cuarta Coalición. Sin embargo, bajo el liderazgo de Gerhard von Scharnhorst, los reformadores prusianos modernizaron el ejército, el cual participó en la guerra de la Sexta Coalición. Aunque los conservadores detuvieron algunas de las reformas, el ejército se convirtió posteriormente en un baluarte del gobierno de Prusia ("Prusia no es un Estado con Ejército, sino es un Ejército con Estado").
Durante el siglo XIX el ejército prusiano venció a Dinamarca, Austria y Francia. Tras la unificación alemana, el ejército de Prusia pasó a formar parte del Ejército del Imperio alemán.

### Marina
La marina de guerra de Prusia (Preußische Marine), fue la fuerza naval del reino de Prusia. Fue creada a partir de la antigua armada de Brandeburgo, a raíz de la elevación del duque de Prusia a rey en Prusia en 1701. La marina de guerra de Prusia existió, sin ningún tipo de interrupción larga, hasta la fundación de la Confederación del Norte de Alemania en 1867, momento en el cual la Marina de Prusia fue absorbida por la Norddeutsche Bundesmarine (Marina de la Confederación Alemana del Norte).

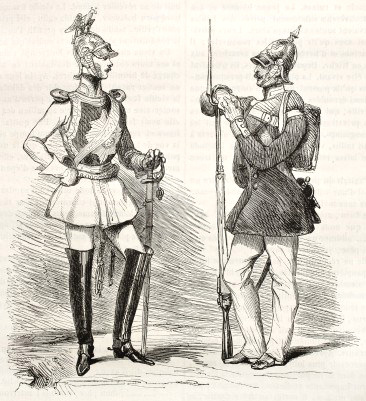
Uniformes prusianos en 1845.
Pabellón Naval (1819-1850).

## Economía

### SigloXVIII

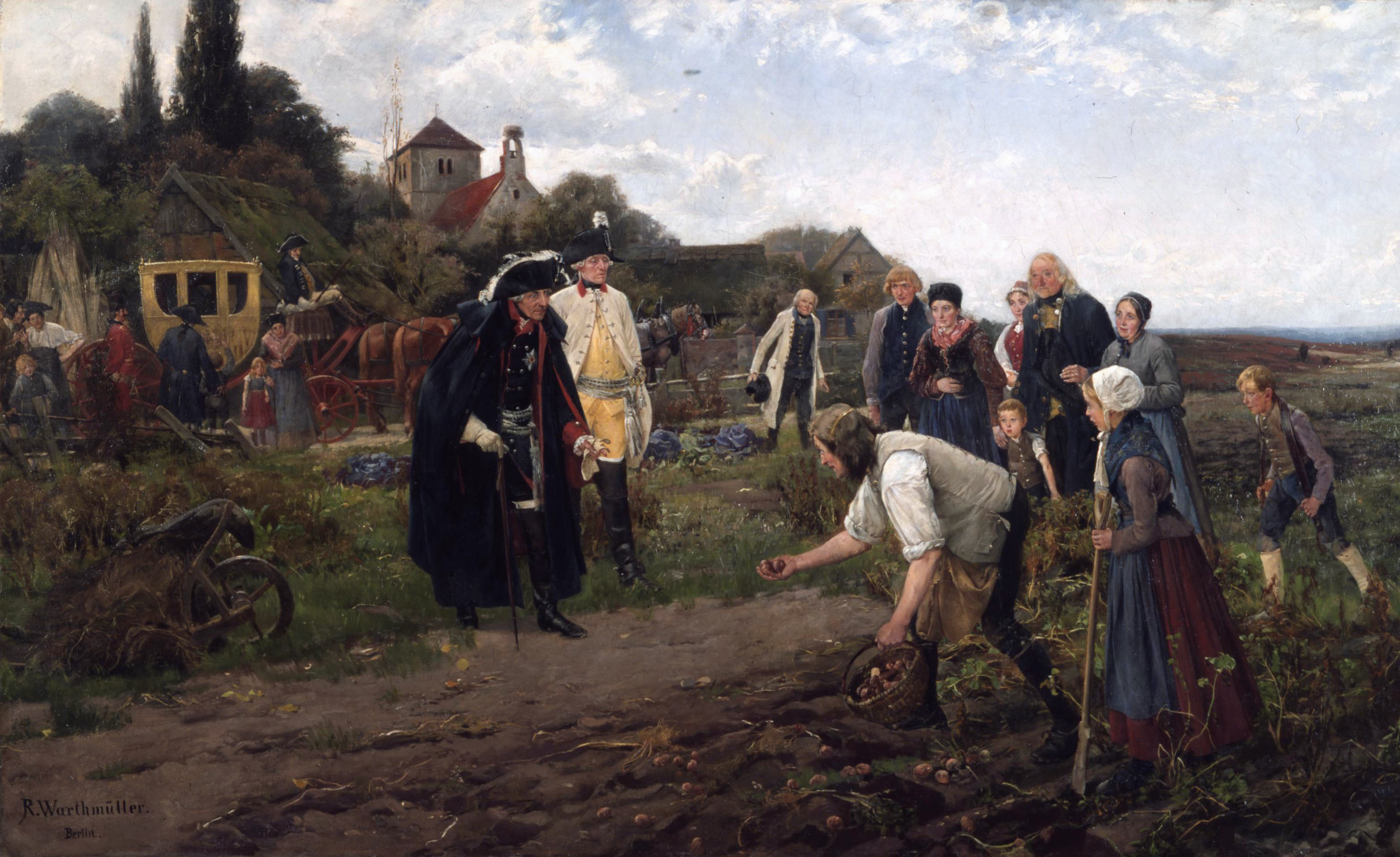
El rey Federico II examinando un cultivo de patatas.

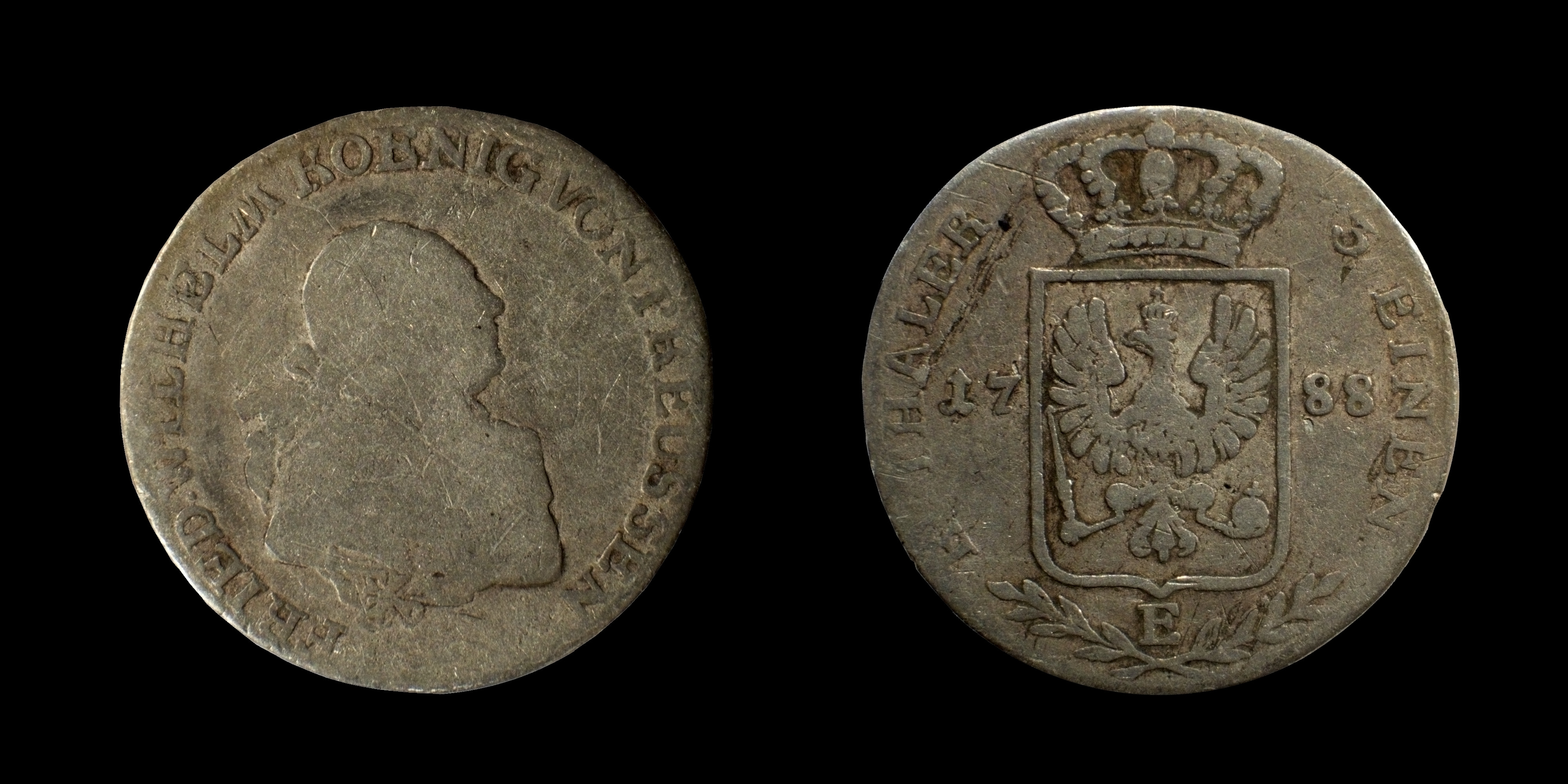
Tálero prusiano de 1788.

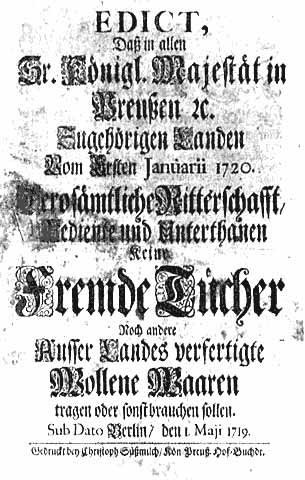
Prohibición real de llevar textiles producidos en el extranjero, Berlín 1719.

Durante el reinado del Federico Guillermo I el Rey Sargento, se buscó la ganancia económica y el enfoque de una política financiera duradera. Solo gracias a un ordenado presupuesto estatal pudo convertirse en una de las potencias económicas de Alemania en el siglo XVIII, dejando la expansión militar a su hijo, Federico II el Grande. Un motor de la evolución positiva de la economía centralizada fue el ejército prusiano, el cual precisaba de suministros (en 1722 se funda una fábrica de armas), siendo principal comprador de armas el ejército. El comercio de hojas firmes de cobre son producidos para uso civil (techado), calderas de cobre (cervecerías, fincas de calderas), piezas de latón (contenedores, herrajes, bisagras) y productos de hierro y acero (taladros, tijeras, cuchillos).
Refugiados religiosos de la Franconia y Suabia fueron asignados a los asentamientos en zonas escasamente pobladas del Uckermark, con el fin de hacerla cultivable.
En la segunda mitad del siglo XVIII bajo Federico II la economía del país sufrió por las guerras perennes y costosas, bastantes interrupciones. Por otro lado vino a través de la conquista de Silesia nuevas áreas económicamente importantes (textiles, minerales) para el territorio de Prusia. Se logró un gran progreso económico en cuanto a los cultivos y el trabajo. En particular, esto se logró a través de la recuperación, cultivo y la colonización de áreas por el asentamiento de un gran número de agricultores y artesanos. También promovió la expansión de las vías navegables; no, en cambio, la red de carreteras, que siguieron en mal estado. Solo después de su muerte comenzaron a construirse caminos pavimentados, que tenían un alto coste.
En la política comercial, Federico el Grande promovió especialmente la industria de la seda. Para ello, numerosos fabricantes, trabajadores cualificados y especialistas fueron llevados a Prusia y capacitaron a los trabajadores domésticos y asistentes. Con los productos manufacturados y de artesanía fabricados en el país, casi toda la demanda interna estaba satisfecha y se obtienen también una de las principales exportaciones, proporcionando así las importaciones de materias primas necesarias, que podrían ser fiscalmente más que compensadas. La balanza comercial que en 1740 aún tenía medio millón de ducados en déficit, pasó en 1786 a tres millones de ducados en exceso. Con su sucesor, Federico Guillermo II el único avance fue que se rompieron algunas de las barreras proteccionistas y prohibiciones.
Bajo este templado proteccionismo, la economía experimentó, en el curso de un buen estímulo externo, un repunte significativo. El estado moderno de los siglos XVII y XVIII, alrededor de 1800 era también económicamente uno de los países más desarrollados de Europa. No obstante en el año 1800 la mayoría de las personas que trabajan en Prusia se dedicaban a la agricultura.

### SigloXIX

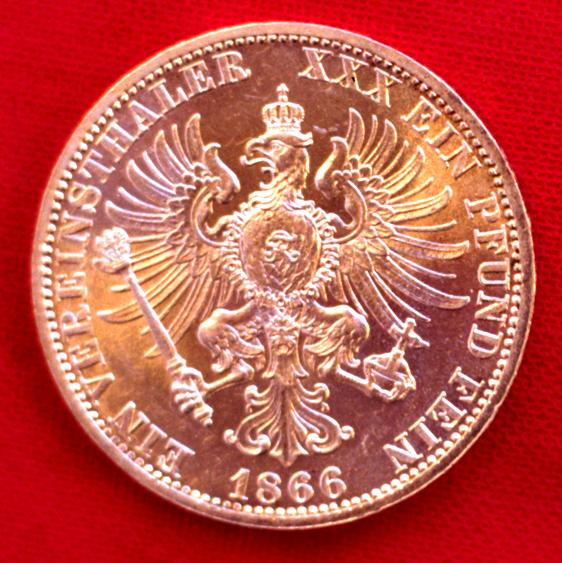
Vereinstaler moneda de Prusia.

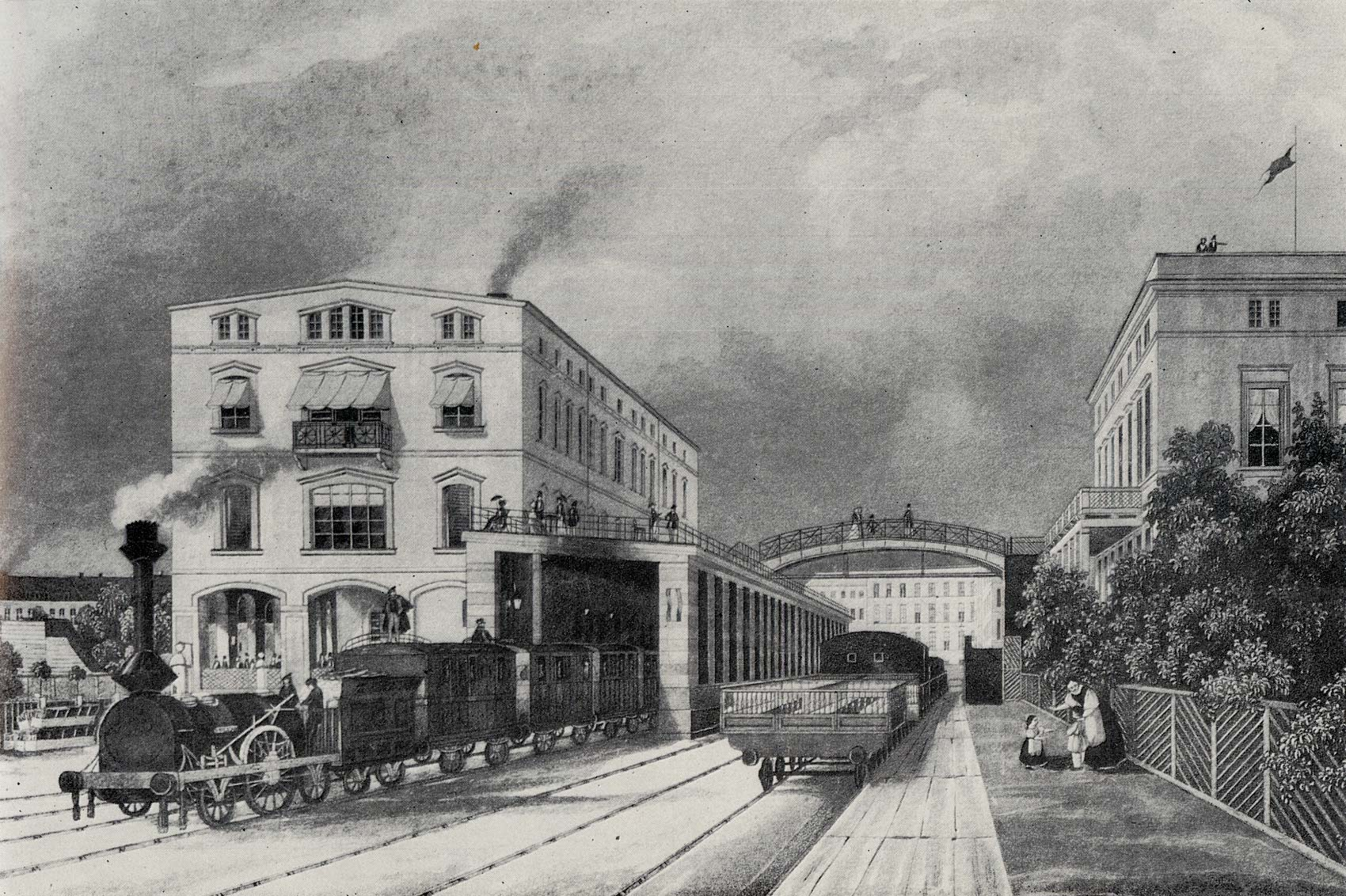
Estación de tren Potsdamer Bahnhof en Berlín 1843.

El desastre de la ocupación napoleónica en 1807 llevó a Prusia, económicamente, al borde del colapso. La reforma económica que se llevó a cabo después de 1806, está entre las medidas de innovación más exitosas de Prusia de principios de siglo. El ministro-presidente Karl Stein propugnó reformas para que los ciudadanos desempeñaran un papel más activo en los asuntos públicos; de ahí que se concediera la emancipación a los siervos de la gleba en 1807. Además, concedió más autonomía local y se remodeló el gobierno central. Las reformas continuarían poco después con Karl August Freiherr Hardenberg: en la década de los años 1810 estableció ordenanzas para regular el acceso de los campesinos emancipados a la propiedad de la tierra y garantizó igualdad de derechos a los judíos. Dio libertad de elección de profesión a los ciudadanos, aboliendo los poderes restrictivos de los gremios. Con la libertad de comercio, y la movilidad de las grandes multitudes, los habitantes rurales de Prusia se trasladaron a las ciudades industriales del país. 

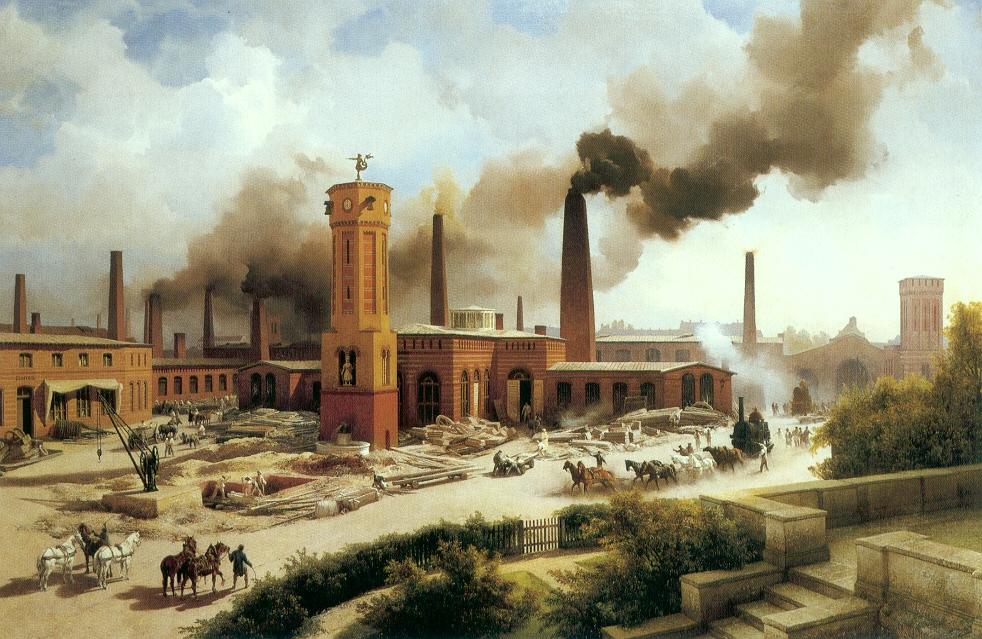
Fábrica de locomotoras de August Borsig, Berlín alrededor de 1847.

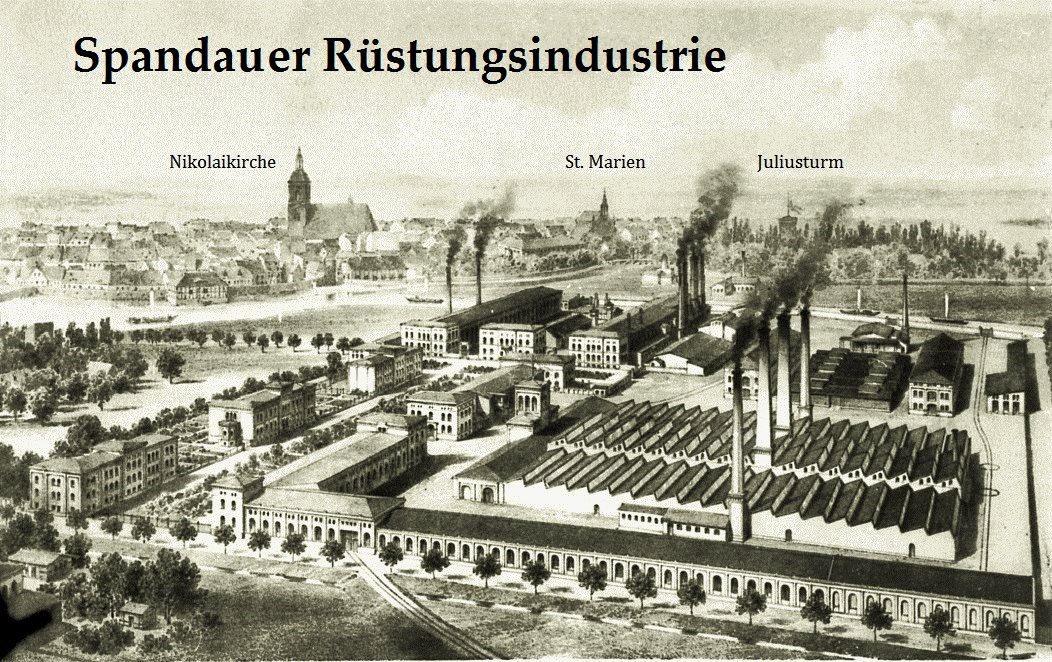
Complejo industrial Spandau-Stresow 1869 con fábricas de fusiles, fundición de armas, fábrica de pólvora, fábrica de municiones y fábrica de artillería.

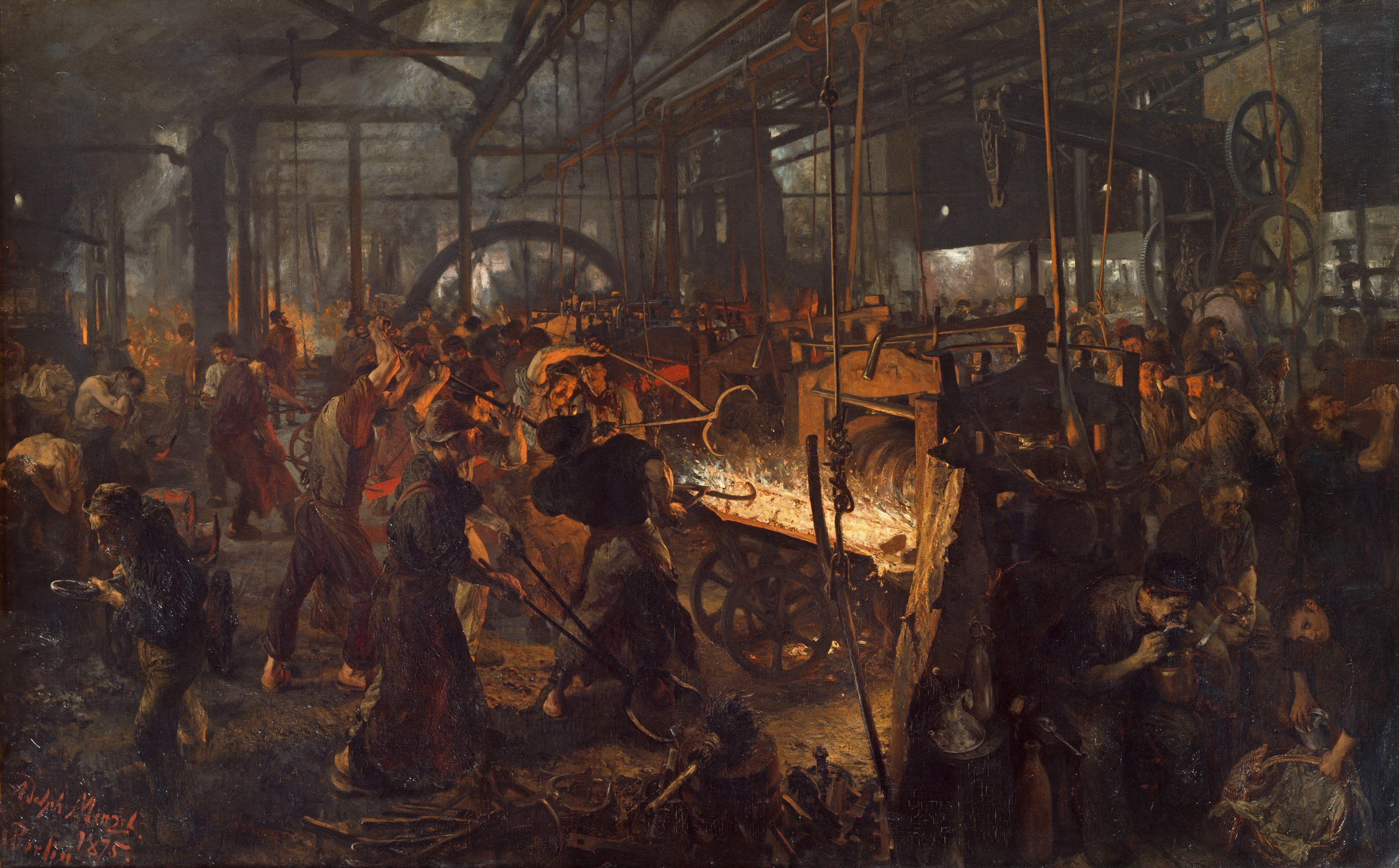
Taller de laminación, en torno a 1875.

Una vez que cayeron todas las barreras nacionales en Prusia, se fundó la unión aduanera alemana (Zollverein) en 1834 por iniciativa prusiana. Precisamente por lo fragmentado de su territorio, era la primera interesada en que se abolieran las fronteras aduaneras de la Confederación Alemana. Esta medida estimuló el comercio interior alemán y contribuyó al crecimiento económico de las décadas siguientes. Regiones anteriormente insignificantes (Ruhr, la cuenca del Sarre y la región industrial de Alta Silesia) fueron desarrollándose en el período posterior a 1815, a través de la explotación de los recursos de carbón y posteriormente del ferrocarril, se transformaron en centros prósperos de la industria minera y la ingeniería. Por lo tanto, el peso económico de Prusia creció en la Confederación Alemana, frente a Austria.
El ferrocarril en Prusia quedó relegado durante mucho tiempo a nivel internacional. Esto tuvo consecuencias para su economía. Así fue como el cereal estadounidense, el carbón y hierro inglés y belga, y otros productos eran más baratos que los productos nacionales, porque en aquellos países se habían desarrollados redes ferroviarias que permitían el transporte masivo de mercancías. Los primeros ferrocarriles prusianos eran de empresas privadas, comenzando por el ferrocarril Berlín-Potsdam en 1838, conocido como el Stammbahn (más o menos se traduce como "línea original»). El estado de Prusia primero financió ferrocarriles alrededor de 1850. Estos fueron la Real Compañía de tren Westfalia (Königlich-Westfälische Eisenbahn-Gesellschaft) y el Ferrocarril de Prusia Oriental u Ostbahn (Preußische Ostbahn). En 1875 se financiaron dos importantes líneas de ferrocarriles: el Ferrocarril prusiano del Norte o Nordbahn (Preußsische Nordbahn) y el tren Marienfelde-Zossen-Jüterbog.
Aunque Prusia creciera en términos económicos en la primera mitad del siglo XIX hasta convertirse en una gran potencia, el estado de los Hohenzollern fue, hasta bien entrado el siglo XIX, predominantemente agrícola.

### Dentro del Imperio alemán

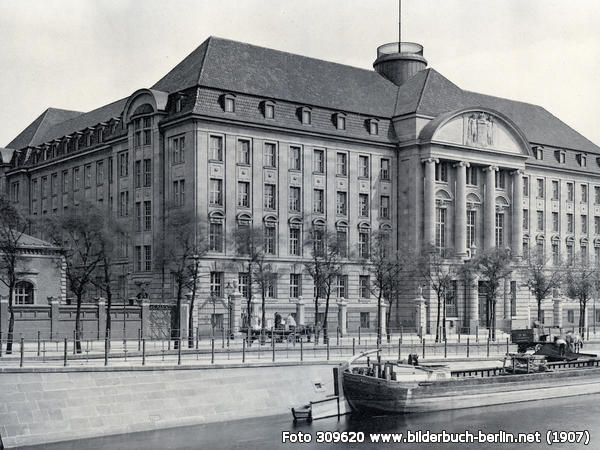
Edificio de la Real Oficina central de Ferrocarriles de Prusia en Berlín, 1907.

Aunque el significado político de Prusia en el recién fundado Imperio alemán disminuyó desde 1871, siguió siendo el estado económicamente más poderoso del Imperio. La ubicación en la Renania prusiana, Berlín y Silesia, la provincia de Sajonia y de la región Rin-Meno eran, de hecho, los más importantes centros económicos del imperio. La industrialización en Prusia siguió creciendo después de 1871. Esto queda demostrado por el aumento en el componente de empleo, industrial, artesanal y la minería. Así, esta cuota de empleo aumentó en el sector secundario y en minería de 30,4 % (1871) a 42,8 % (1907).
Sin embargo, este proceso tuvo variaciones regionales: en la provincia Oriental de Prusia, la participación del sector secundario y el sector minero de 1871-1907 solo pasó de 16,1 % a 20,4 %, mientras que en la provincia del Rin en contraste fue de 41,3 % a 54,5 %. El grado de industrialización total de Prusia durante mucho tiempo estuvo por debajo de la media nacional.
Desde 1880 hasta 1888 se llevó a cabo la nacionalización de la mayoría de los ferrocarriles privados. Al final de la Primera Guerra Mundial, los ferrocarriles del Estado de Prusia formaron una gran red ferroviaria de 37 500 kilómetros.
En 1913, el 6 % de Prusia estaba en la renta nacional neta generada del Reich alemán. El número correspondía exactamente a la proporción de la población prusiana de toda la población del reino.

## Subdivisiones de Prusia

Expansión de Prusia 1807-1871:
Prusia tras el Tratado de Tilsit (1807)
Territorios ganados o recuperados en 1815.
Territorios obtenidos tras las guerras con Dinamarca y Austria (1865-1866).
Estados que se incorporaron al Imperio alemán en 1871.
Otros

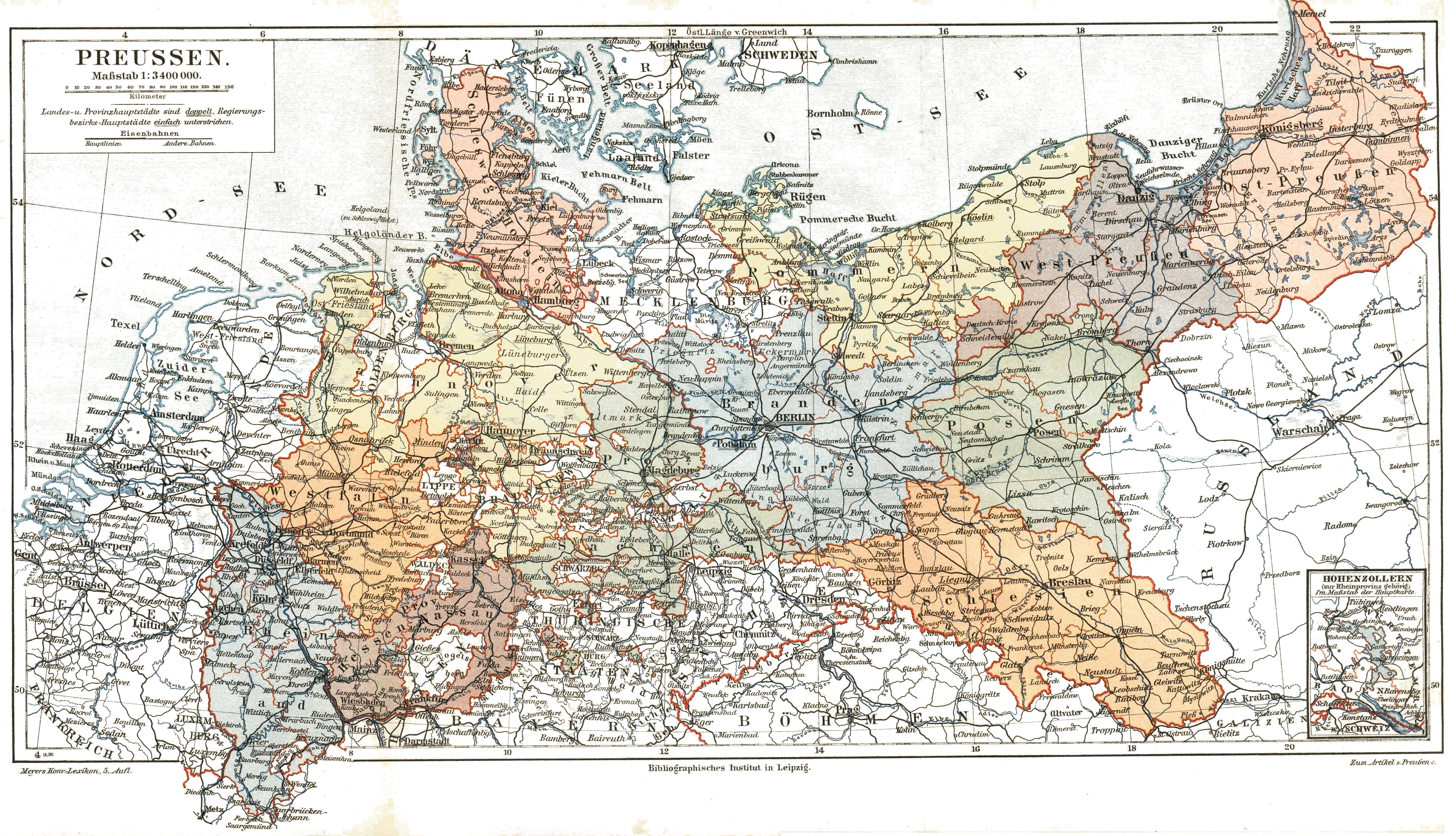
Prusia alrededor de 1895.

Las regiones que dieron inicio al Reino de Prusia fueron el Margraviato de Brandeburgo y el Ducado de Prusia, que juntas formaban Brandeburgo-Prusia. Pomerania Central había sido adquirida por Prusia en 1648. Sumadas a las conquistas recientes de Suecia en 1720, esta región pasaría a ser más tarde la provincia de Pomerania. Las adquisiciones prusianas en las guerras de Silesia llevaron a la formación de la provincia de Silesia en 1740.
Tras la Primera Partición de Polonia en 1772, las recién adquiridas Prusia Real y Varmia se habían convertido en la provincia de Prusia Occidental, mientras que el ducado de Prusia (junto con parte de Varmia) había pasado a conformar la provincia de Prusia Oriental. Otras anexiones a lo largo del río Notec formaron el distrito de Netze. Tras las segunda y tercera particiones (1793-1795), las nuevas adquisiciones prusianas constituyeron las provincias de Nueva Silesia, Prusia del Sur y Nueva Prusia Oriental, siendo dividido el distrito de Netze entre las Prusias Occidental y del Sur. Finalmente, esas tres provincias fueron perdidas en favor del Zarato de Polonia después del Congreso de Viena en 1815, excepto la parte occidental de Prusia del Sur, que formaría la provincia de Posen.

Las diez provincias del Reino de Prusia, después del Congreso de Viena (1815). También se muestran los otros Estados miembros de la Confederación Germánica. El principado de Neuchâtel, en el suroeste, estuvo bajo la administración prusiana hasta 1848.

Después de que Prusia hiciese la mayor parte de sus conquistas, tras el Congreso de Viena se habían creado un total de diez provincias, cada una de ellas subdividida en regiones administrativas menores conocidas como Regierungsbezirke. Las provincias eran:
- Brandeburgo
- Prusia Oriental
- Jülich-Cléveris-Berg
- Bajo Rin
- Pomerania
- Posen
- Sajonia
- Silesia
- Prusia Occidental
- Westfalia

En 1822, las provincias de Jülich-Cléveris-Berg y del Bajo Rin se fusionaron para formar la provincia del Rin. En 1829, las provincias de Prusia Oriental y Occidental se unieron para constituir la provincia de Prusia, pero volvieron a separarse en 1878. Los principados de Hohenzollern-Sigmaringen y Hohenzollern-Hechingen habían sido anexionados en 1850 y vinieron a formar la Provincia de Hohenzollern.
Después de la victoria de Prusia en la guerra austro-prusiana, los territorios anexados por esta habían sido reorganizados en tres nuevas provincias: Hannover, Hesse-Nassau y Schleswig-Holstein.